# Família Bresser

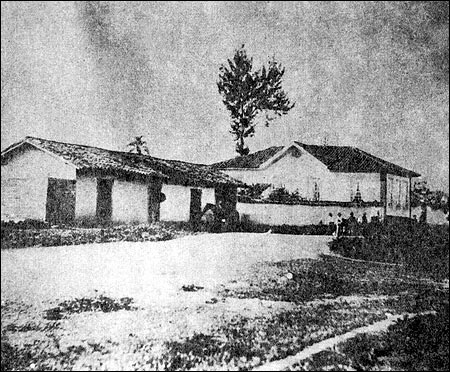
Chácara Bresser, ou Haus Bresser

No Brasil, a família Bresser origina-se pela vinda de Carlos Abrão Bresser, em companhia de Dom Pedro II, para construção de estradas e pontes, tornando-se "uma das famílias mais importantes para a história da cidade" de São Paulo. Pois, "muito labutaram pelo progresso e desenvolvimento da cidade, haja vista as homenagens" devidas ao pioneirismo de seus membros na fundação e reforma de instituições públicas e privadas, à inovação de suas atividades econômicas, variedade de seus trabalhos construtivos e cartográficos, além de sua prolífica atividade educacional, intelectual e artística.

O patriarca do ramo brasileiro dessa família prussiana nasceu em Krefeld, cidade incorporada ao Reino da Prússia, após a morte de Guilherme III de Orange. Motivo de se considerar que a origem mais remota dessa linhagem remonte ao Ducado de Brabante, onde encontram-se seus primeiros registros, por volta do século XI.

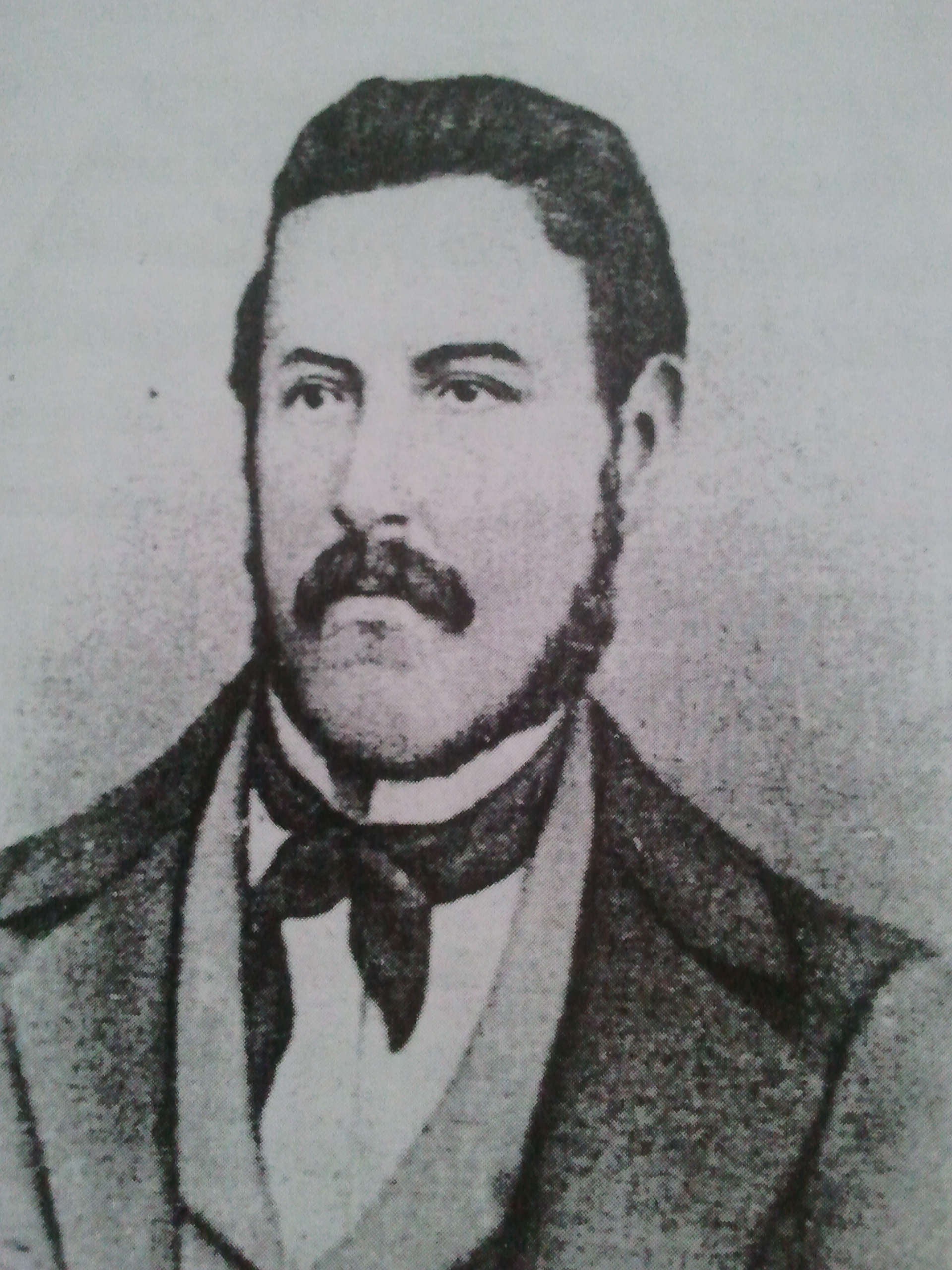
Karl Abraham Bresser, Diretor de Estradas de São Paulo.

## O Patricarca e a Primeira Geração

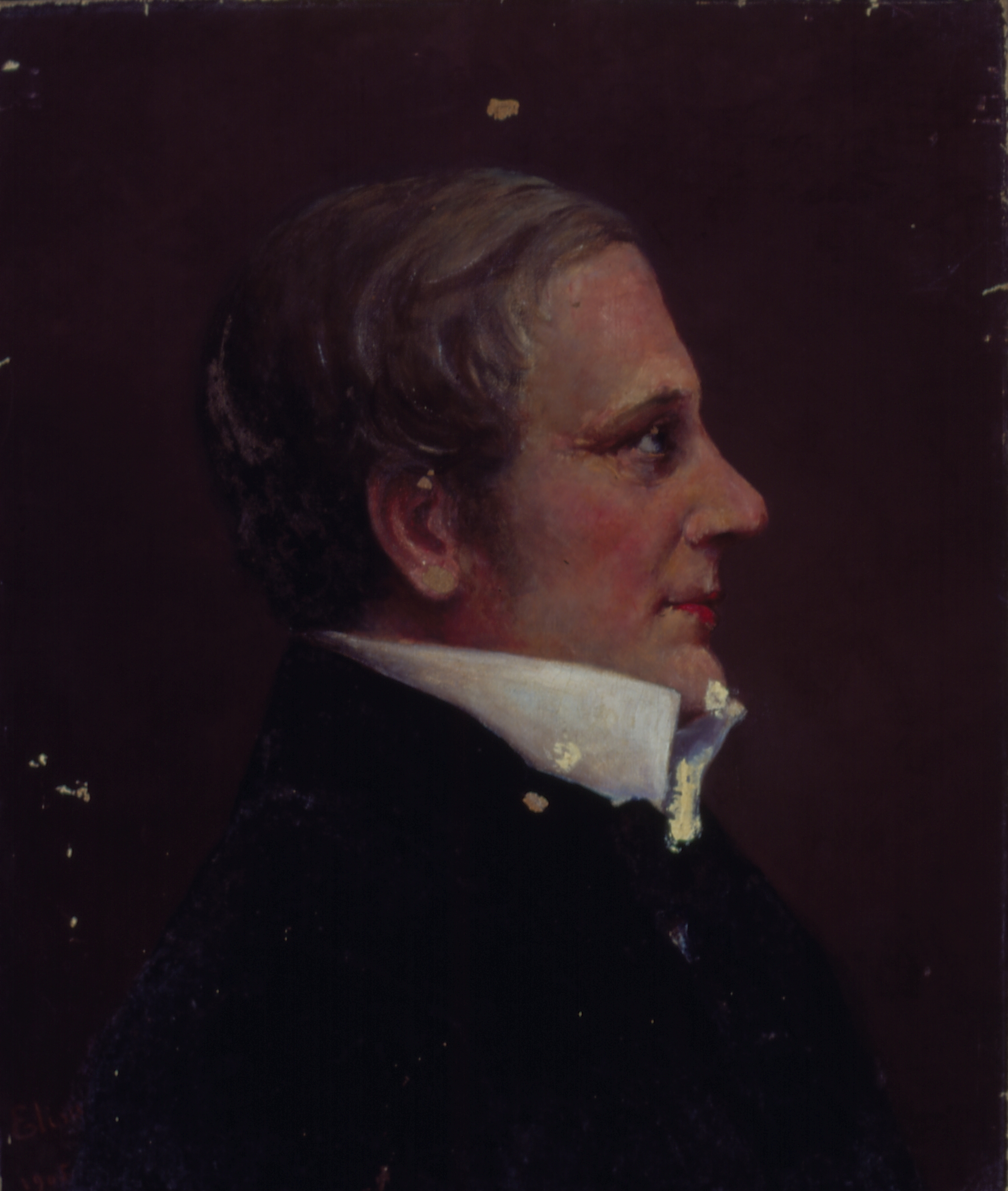
Marechal Daniel Müller, Governador das Armas de Santa Catarina

A primeira geração da família Bresser, em terras brasileiras, surge da união de Carlos Abrão Bresser e Anna Clara Müller, irmã do Marechal Daniel Pedro Müller, Governador das Armas de Santa Catarina, assessor de Dom Pedro I e sogro do Visconde de Beaurepaire-Rohan, também engenheiro. No Brasil, Carlos Abrão administrou diversos projetos para expansão e mapeamento de São Paulo. Foi indicado por João Bloem, Comandante de Fernando de Noronha e diretor-geral das Usinas Siderúrgicas do Império, para a função de "diretor de estradas", sendo nomeado por Bloem como seu "suplente em todas as questões de serviço", antes do navio chegar ao litoral paulista.

Mas, Bresser passaria trabalhar com o Marechal Müller, como major de engenheiros, a compor o "seleto grupo que supervisionava a província". Pois, com "personalidade forte" e "muito esperto para os negócios", já recebia largos elogios do então Presidente de São Paulo, Rafael Tobias de Aguiar, em 1840:
"Um temos nós já no paiz, cujos talentos e habilidades [...] podiam ser muito mais utilmente empregados [...] Fallo do hábil Director Bresser, a quem acabo de empregar com fructo na abertura [...] d'esta Cidade a Jundiahy."

### Carlos Augusto Bresser e família

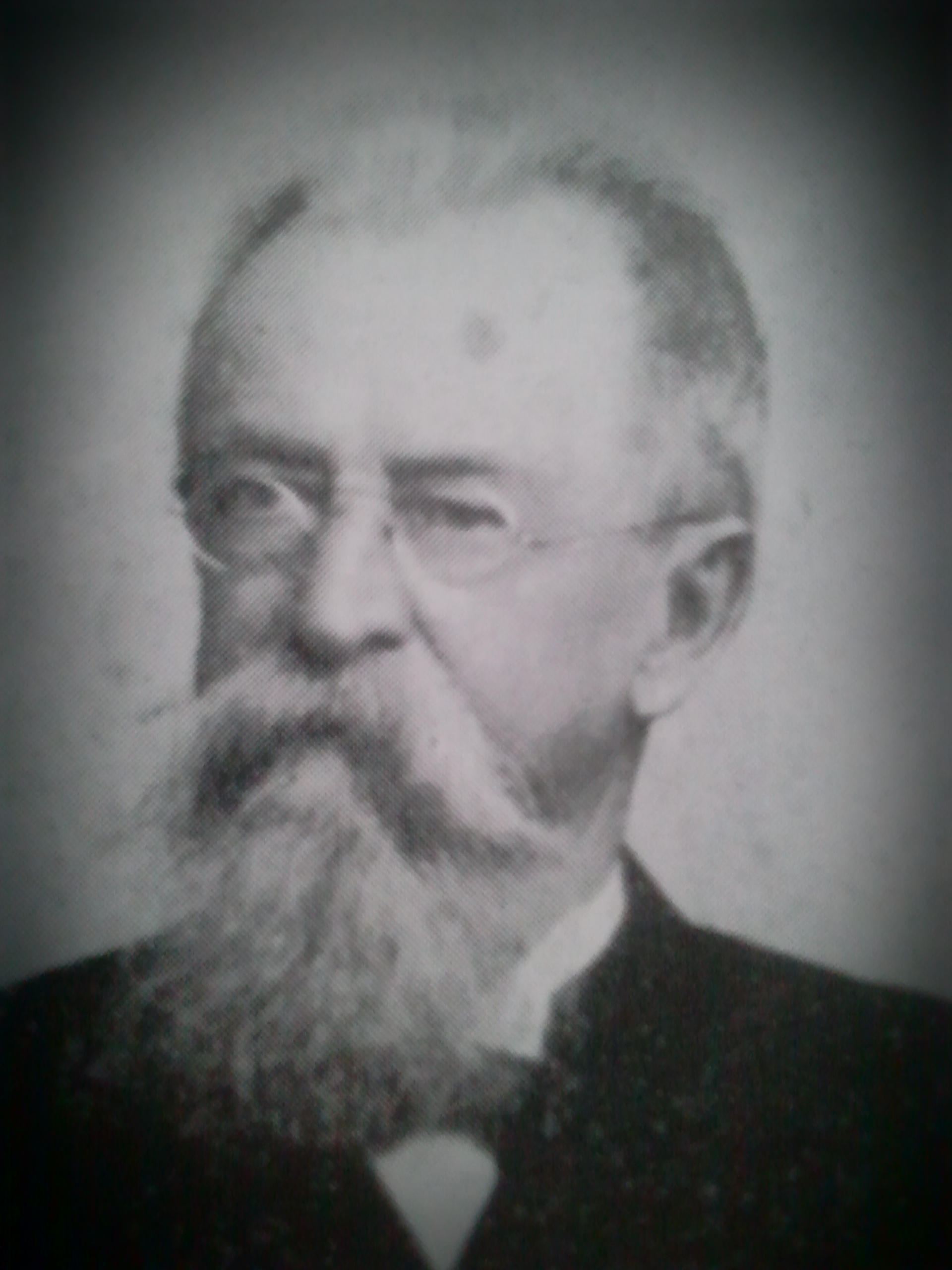
Carlos Augusto Bresser, pioneiro da indústria paulista

Durante seus anos de trabalho para o imperador, executados com "zelo e actividade, e bom gosto", Carlos Abrão Bresser empreendeu a construção de mais de 200 prédios e galpões, para "que ele e seus descendentes pudessem fazer fortuna com os aluguéis".  Patrimônio que foi substancialmente expandido por seu filho, Carlos Augusto Bresser, pioneiro da indústria paulista, com a importação de maquinário a vapor da Alemanha para produção e beneficiamento de gêneros alimentícios. Um dos empreendimentos mais notáveis de São Paulo, segundo relatório do inspetor ao imperador Dom Pedro II, em 1872. Além do leilão e loteamento de suas terras, em centenas de terrenos, acelerando a urbanização de São Paulo à Leste.
Contudo, Carlos Augusto não se restringia às suas atividades industriais e comerciais, exercendo também o papel de magistrado em pequenas causas, alferes da Guarda Nacional, Diretor de Calçamentos e Edificações da capital paulista e vereador, sendo o fundador do bairro do Brás. Enquanto que constituiu família junto à aristocrata prussiana Anna Hasta Edwiges von Seehausen, posteriormente conhecida por Anna Bresser, sendo mãe de seus 11 filhos.

Mulher devotada ao ensino e à fé, Anna Bresser alfabetizou escravos, antes da criação da Lei Áurea, destacando-se na causa abolicionista. Além disso, financiou a construção da primeira paróquia erigida canonicamente em São Paulo: a Igreja de São João Batista do Brás. Rica em vitrais, a igreja conta com esculturas feitas por artistas parisienses e um dos maiores órgãos de tubo do Brasil. Instituição na qual vigorou, por décadas, o prêmio Anna Bresser, para incentivo às meninas com melhor desempenho escolar do Brás.

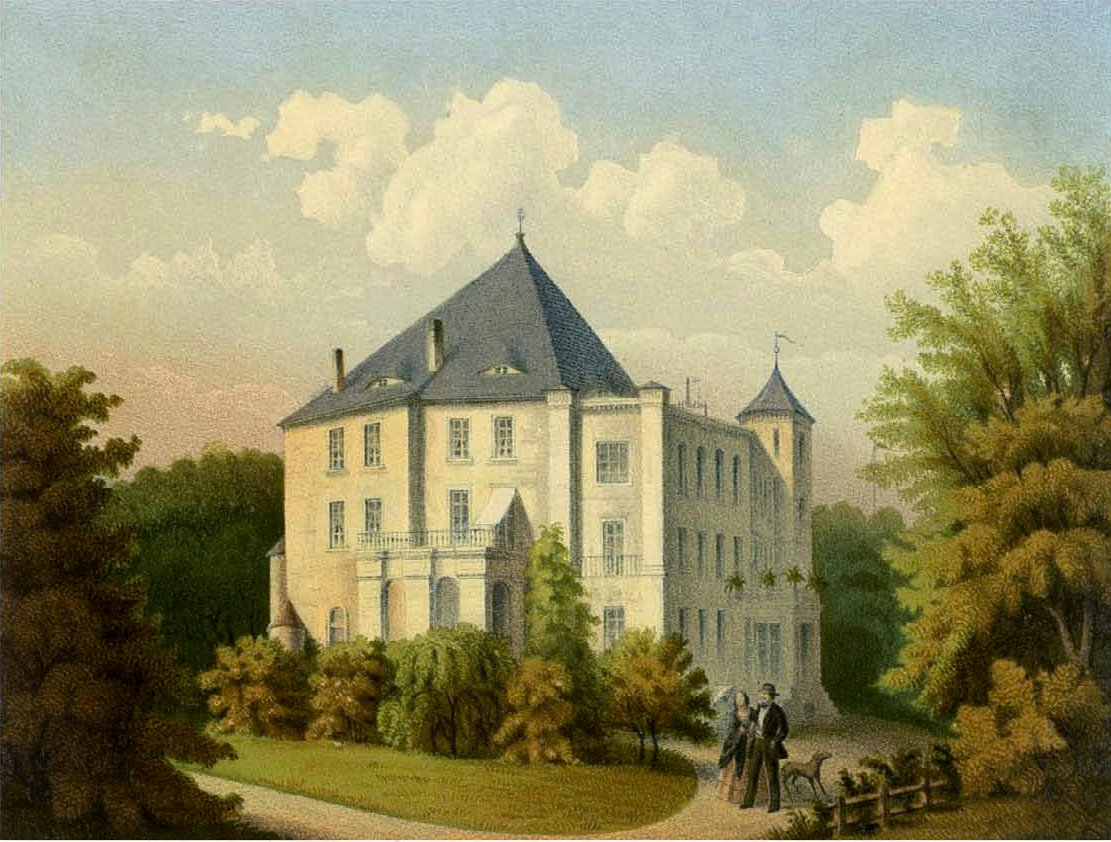
Schloss Auras, antigo palácio dos Von Schkopp
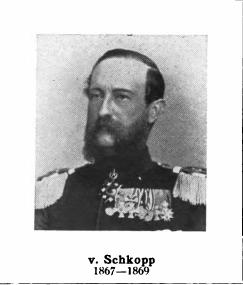
Otto von Schkopp, Governador de Estrasburgo, tio de Anna Bresser
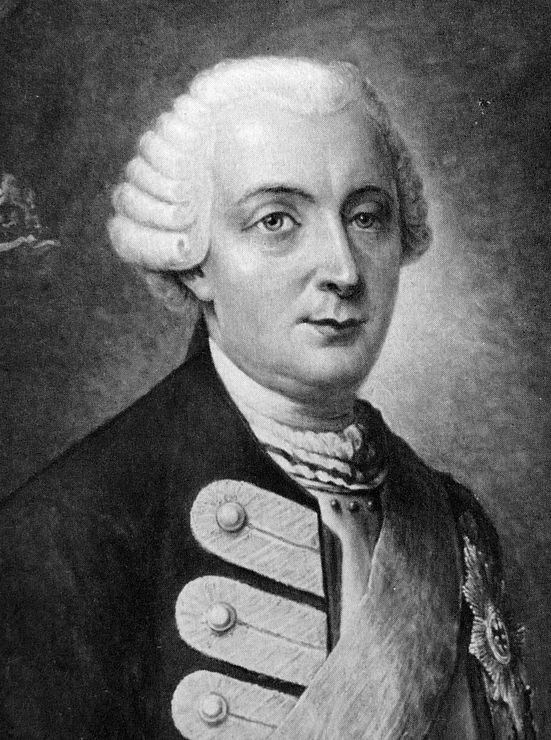
Friedrich Q. W. von Forcade, Governador de Breslau, trisavô de Anna Bresser
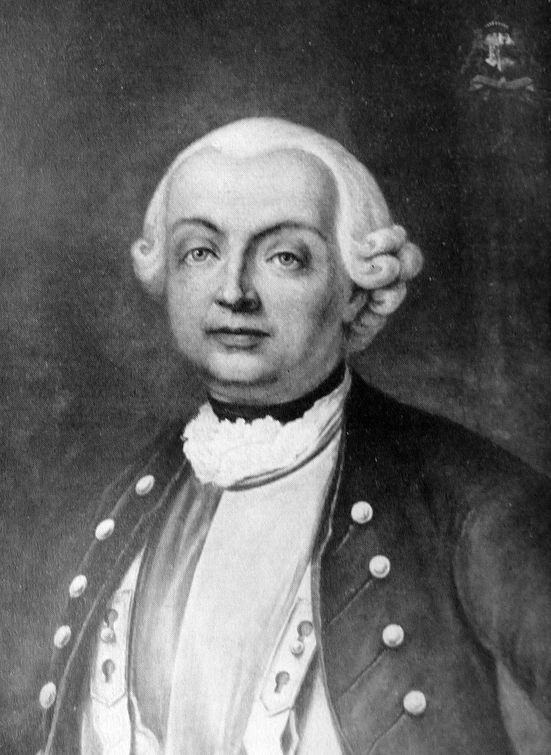
Jean de Forcade, Comandante da Casa Real de Berlim, tetravô de Anna Bresser
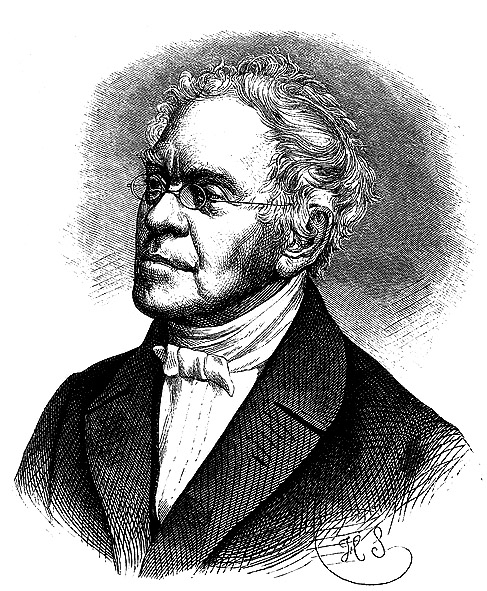
Dr. Waagen,  Diretor do Novo Museu de Berlim, pioneiro da história da arte, esposo da tia de Anna Bresser

Ela era sobrinha de Otto von Schkopp, governador de Estrasburgo; neta de Ludwig Gustav von Seehausen, Regimentschef do Regimento Seydlitz de Berlim; bisneta de Gustav Gotthilf von Seehausen, controlador do Tesouro Real; trineta de Friedrich W. Q. von Forcade de Biaix, afilhado do rei Frederico I da Prússia, um dos mais célebres oficiais de Frederico, o Grande, e provavelmente o primeiro ministro da saúde do Ocidente, sendo presidente do Oberkollegium Sanitatis; tetraneta de Jean de Forcade de Biaix, Comandante da Casa Real e Governador das Armas de Berlim; e pentaneta de Sigismund von Schkopp, General-Governeur das Índias Ocidentais e general da ocupação holandesa no Brasil, sendo o Governador da Nova Holanda.
Assim, por meio dessa união, surgiu uma das genealogias de maior destaque no Brasil, descendendo de diversos pais fundadores da Europa, chefes e conselheiros de Estado, intelectuais e santos. Ascendência que liga-se a diferentes linhagens dinásticas, por no mínimo: 10 linhagens, aos arnulfianos; 7 linhagens, a Alfredo, o Grande; 5 linhagens, aos carolíngios; 5 linhagens, aos merovíngios; 3 linhagens, aos capetianos; entre uma pletora de outras personalidades históricas.

### Os Primeiros Ramos

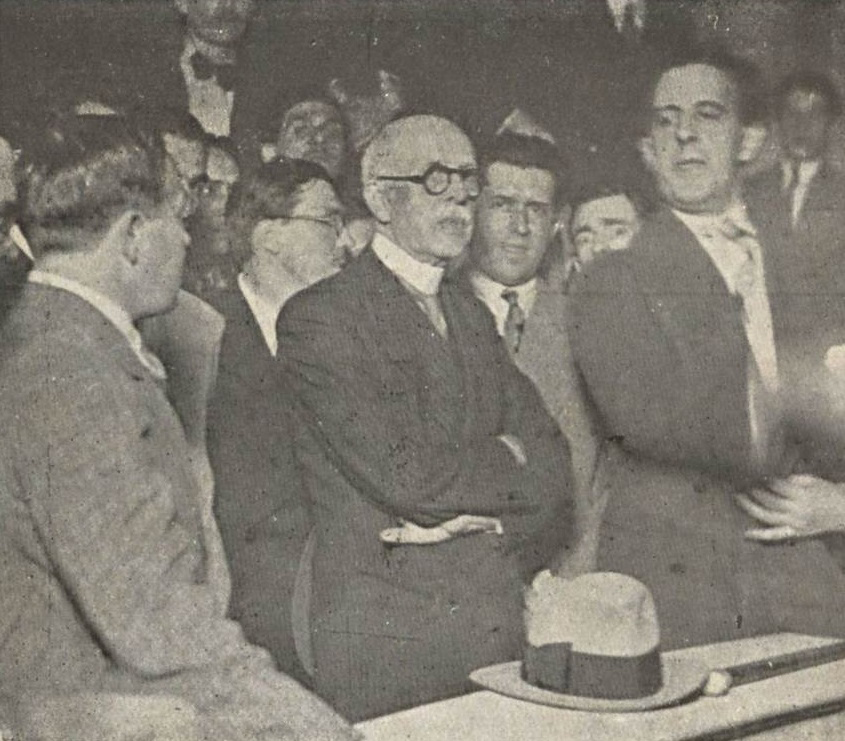
Governador Pedro de Toledo, ao centro, na sacada do Palácio dos Campos Elíseos.

Por conta do casamento das filhas de Carlos Abrão, surgiram também os primeiros ramos da família. Como os Bresser Monteiro, pelo casamento de Carolina Augusta Bresser, com Antônio José Monteiro, abastado comerciante da São Paulo oitocentista que a conheceu nas festas promovidas por sua sogra, Madame Bresser. Carolina é lembrada na rua de seu palacete, a primeira residência com elevador de São Paulo, mantido por mais de 20 empregados. Sua filha Cymodoceia Bresser Monteiro casou com Manoel Carlos de Alcântara Carreira (1876-1928), cônsul do Brasil na França, que viajava constantemente ao Rio de Janeiro para as conferências da ABI, sendo muito ativo intelectualmente; o caçula, Antônio Bresser Monteiro, aluno na Escola Politécnica de Zurique, foi colega de Albert Einstein; e Ana Cândida Bresser Monteiro, por sua vez, casou com o advogado Luiz Oliva de Toledo, sobrinho e assessor do governador de São Paulo Pedro de Toledo, sobrinho-neto da Viscondessa de Ouro Preto e da 2ª Baronesa de Javary, sendo bisneto do Conselheiro Joaquim Floriano de Toledo. De Ana Cândida, a historiografia dessa família relembra: 
"Ela, uma senhora muito caseira e culta. Estudou no Colégio São José, na rua da Glória, para onde iam as moças da alta sociedade de então. Falava francês e era amante de literatura e poesia. Antes de casar, esteve na Europa (c. 1912) com a mãe. Na volta, três representantes de casas comerciais européias vieram acompanhá-las e trazer o que elas compraram lá."
Clara Albertina Bresser, por sua vez, originou os Bresser da Silveira, sendo avó de José Bresser da Silveira, filantropo, médico, cônsul e general do Exército, Grão-Mestre da Soberana Ordem dos Cavaleiros de São Paulo Apóstolo, fundador da cadeira 13 na Academia Cristã de Letras, e mãe de Alfredo Bresser da Silveira, pioneiro nas publicações sobre educação do Brasil e vice-presidente da Associação Beneficente do Professorado Público, sendo diretor das principais instituições paulistanas de ensino. Ambos são lembrados em logradouros paulistanos. Família que daria origem ao diversos ramos notáveis, como os Bresser-Pereira, Bresser Srour e Bresser Haspo, fortemente atuantes na formação das elites paulistanas, por suas iniciativas educacionais.

## A família Bresser em São Paulo

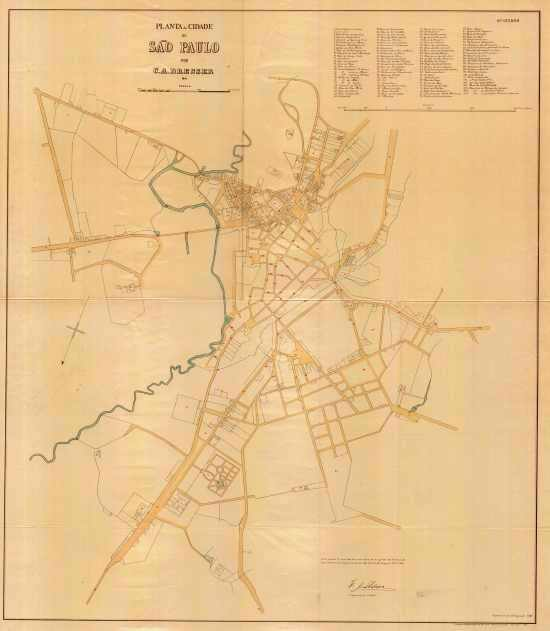
Primeira planta de S. Paulo, por C. A. Bresser. Conservada no Museu do Ipiranga.

Ao longo do tempo, essa "família aristocrática" cresceu substancialmente, também pela descendência de outros filhos de Carlos Abrão Bresser. "Uma linhagem rica e influente na cidade de São Paulo" que deixou profundas marcas em sua história e espaço, por seus muitos empreendimentos, cujo reconhecimento era acrescido à sua ascendência. 

### O desenvolvimento da maior cidade do Hemisfério Sul

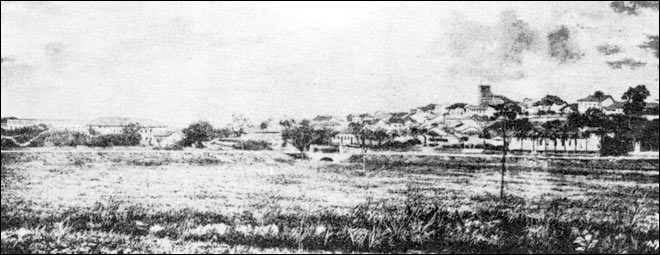
Vista da Chácara Bresser, vizinha à Marquesa de Santos

Além de desfrutar de grande consideração perante Dom Pedro II, chegando a ser sepultado ao lado do Regente Imperial Diogo Feijó, Carlos Abrão Bresser ganhou notabilidade por seus feitos, com obras pioneiras e cruciais para o desenvolvimento daquela que viria a ser a maior cidade do hemisfério Sul: foi o autor da primeira planta de São Paulo; dono e construtor do primeiro hotel paulistano, o Hotel Palm; construiu o primeiro Matadouro Municipal; alinhou e canalizou os rios Tietê e Tamanduateí; construiu pontes, como as do Carmo e de Santana; o traçado para a instalação de gás, entre outros trabalhos. Ele também iniciou a substituição definitiva da taipa nas construções paulistanas, por seu pioneirismo em técnicas tijoleiras, com a construção do Hotel Palm e seus muitos imóveis.

Em seu Dicionário de Ruas, a Prefeitura paulistana lembra que o bairro do Brás era "notável pelas suas chácaras onde viviam famílias abastadas" e que em um de seus romances, José de Alencar também refere-se a uma casa-grande abarracada "ao gosto paulista", numa extensa chácara, localizada em um "dos mais pitorescos arrabaldes da capital de São Paulo", o próprio Brás. Essa propriedade estendia-se pelas atuais ruas Bresser, Cachoeira, João Boemer, Rio Bonito, Silva Telles, Santa Rita e Emílio Piedade, sendo loteada em centenas de terrenos.

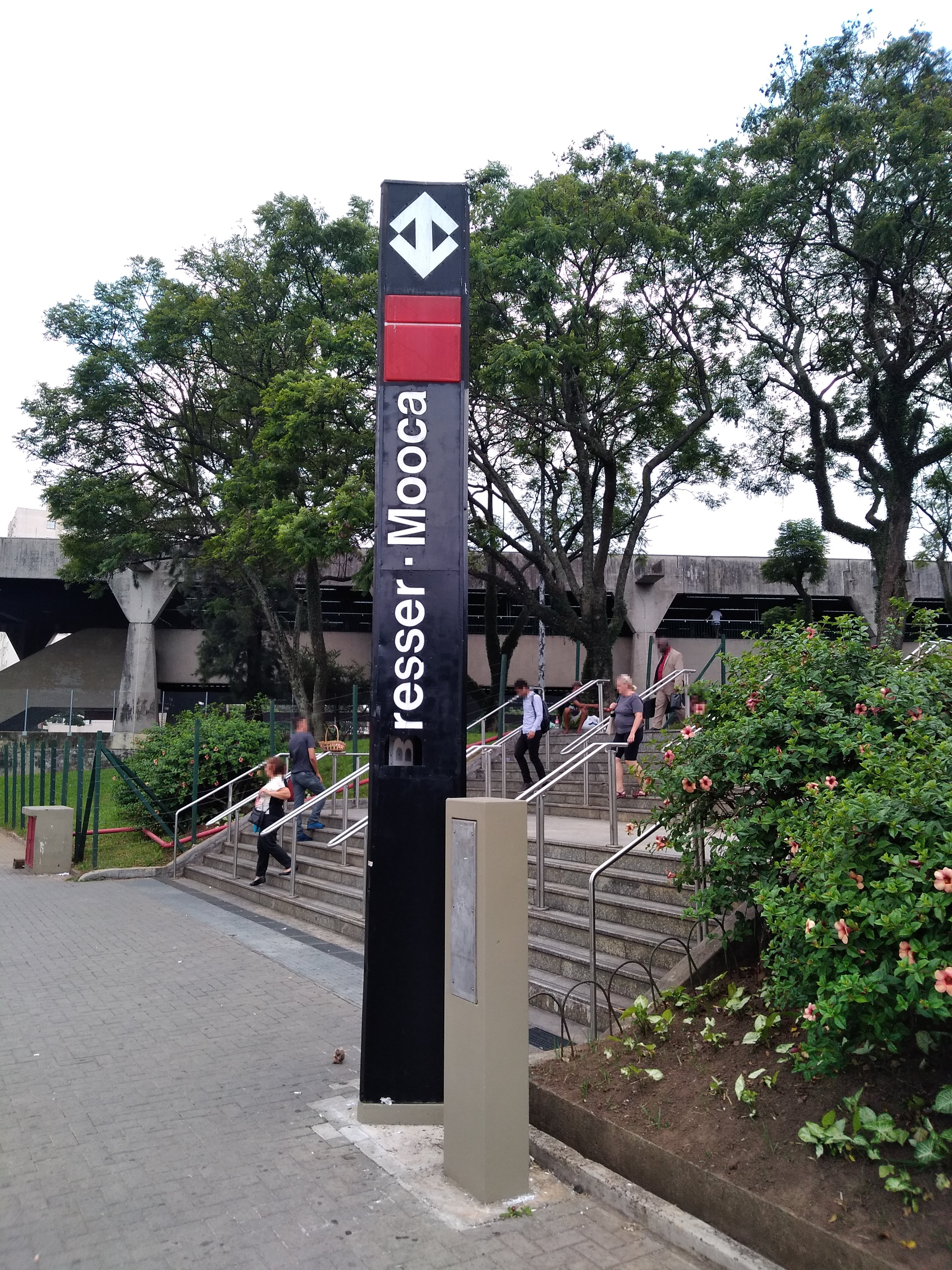
Estação Bresser-Mooca

Por tais raízes, uma comissão liderada pelo deputado Celso Giglio foi enfática quanto a ter "Bresser" como nome escolhido para uma das estações de metrô do Brás, com suas raízes históricas no bairro, substituindo o nome de outra Estação:
[...] o motivo pelo qual o nome da Família Bresser ficou associado àquela região, próxima dos limites entre os bairros do Brás e da Mooca, não poderia ser mais simples, nem mais característico de nossa cidade. Boa parte daquela área foi urbanizada depois do desmembramento da Chácara Bresser, que pertencera a Carlos Abrão Bresser, um engenheiro civil alemão, que se estabelecera em São Paulo durante o reinado de Dom Pedro II. Autor de obras extremamente importantes para a Cidade de São Paulo [...] o Engenheiro Carlos Abrão Bresser gozava de tal prestígio que as suas exéquias foram pagas pelo imperador. Não admira, portanto, que seu nome ficasse indissoluvelmente ligado à região da cidade onde se fixaram ele e sua família.”

### Logradouros em memória

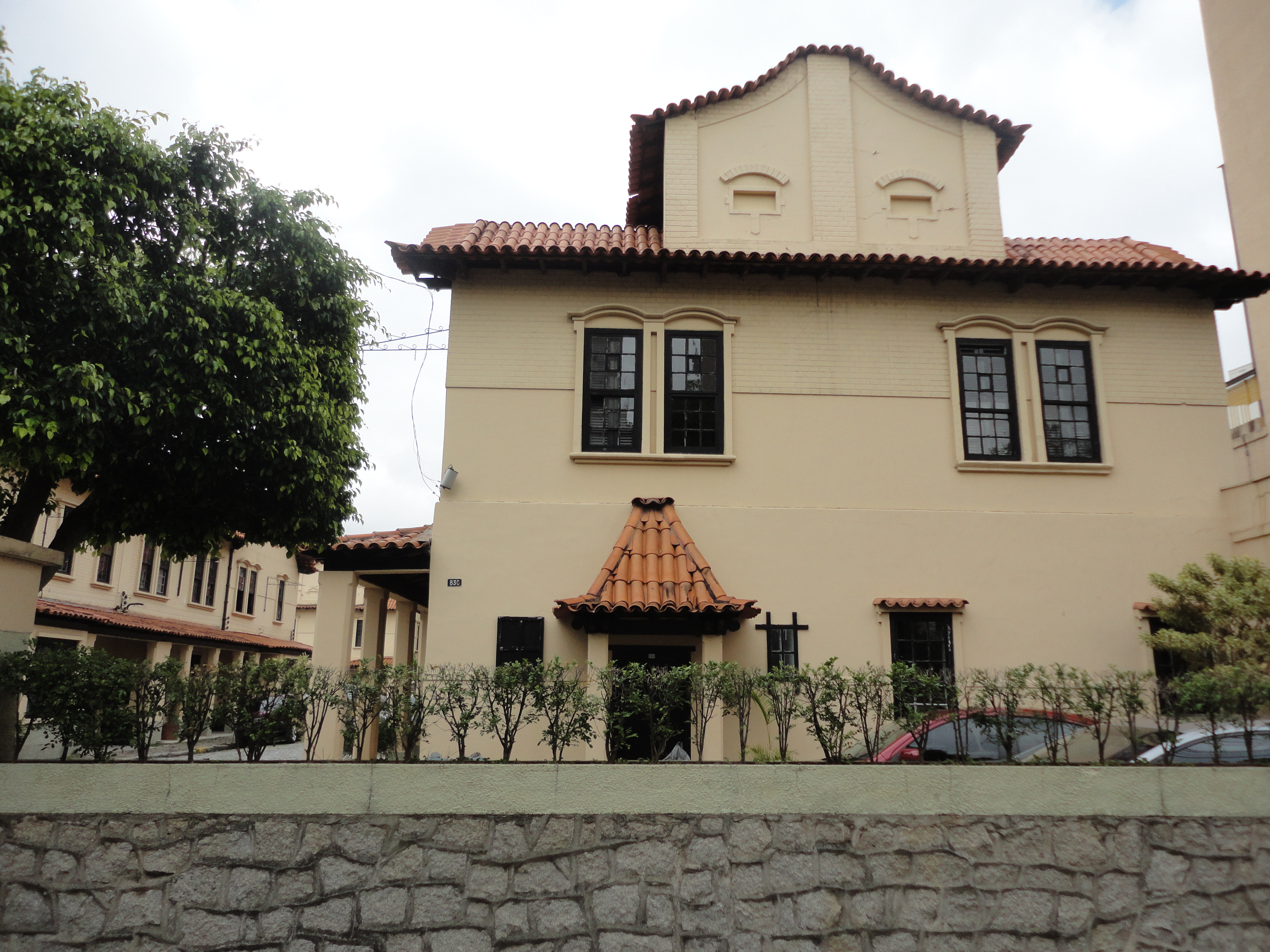
Perspectiva da Vila dos Ingleses, desenhada por Germano Bresser.

Tamanho legado motivou a circulação, entre os primeiros bondes paulistanos, de vagões com o nome dessa família, marcando claramente regiões da cidade de São Paulo. Nome que passou para linha de metrô, viaduto, vilas e muitas ruas. Como observado em diversos logradouros: 

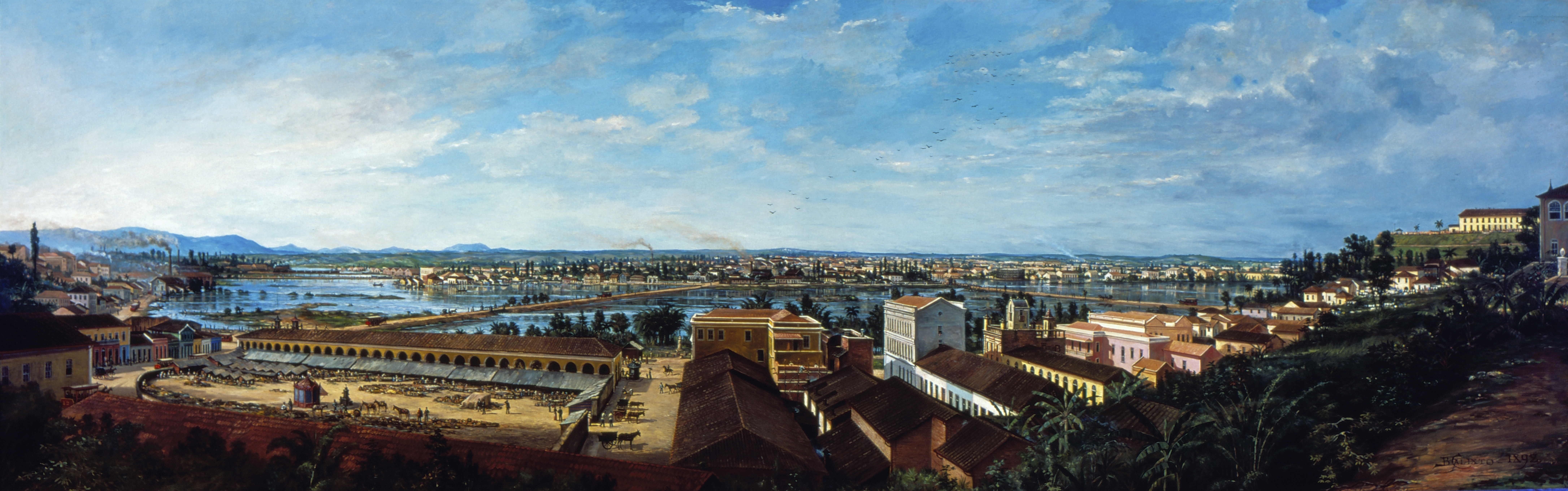
Pintura "Inundação da Várzea do Carmo", de 1892, com representação das Chácaras Bresser e do Ferrão. Conservada no Museu Paulista.

- as ruas Bresser, Júlia Bresser e Gustavo Bresser, e o viaduto Bresser, no Brás;
- a Estação Bresser-Mooca de metrô;
- as vilas Izaura Bresser e Zulmira [Bresser];
- a rua Eugênia Bresser, no bairro Jaçanã;
- a rua professor Alfredo Bresser, em Santana;
- a rua Cândido Augusto Bresser Dores, no Butantã;
- a rua Carolina Augusta [Bresser], na Liberdade;
- a Escola Estadual Alfredo Bresser, em Pinheiros;
- as ruas Carlos Augusto Bresser e Leonor Bresser Correia, em Guarulhos;
- a travessa Doutor José Bresser da Silveira, no Jardim Paulista, reconhecido por seus trabalhos beneficentes e notabilidade pelo pioneirismo em transplantes de córnea no Brasil;[32]
- outras três ruas Bresser, no bairro Marilu, em Santo André e São Bernardo do Campo;
- a rua José Roberto Bresser, em São José do Rio Preto;
- o antigo Terminal Rodoviário Bresser, do Brás;
- a antiga Villa Anna Bresser, na rua Silva Telles;[33]
- A. R. L. S. "Colunas do Bresser", do Grande Oriente Independente de SP,[34] e
- os edifícios residenciais "Jardins do Bresser" e Bresser I, II, III, IV e V.[4][35]

## Legado e Realizações: na intelectualidade, administração e política

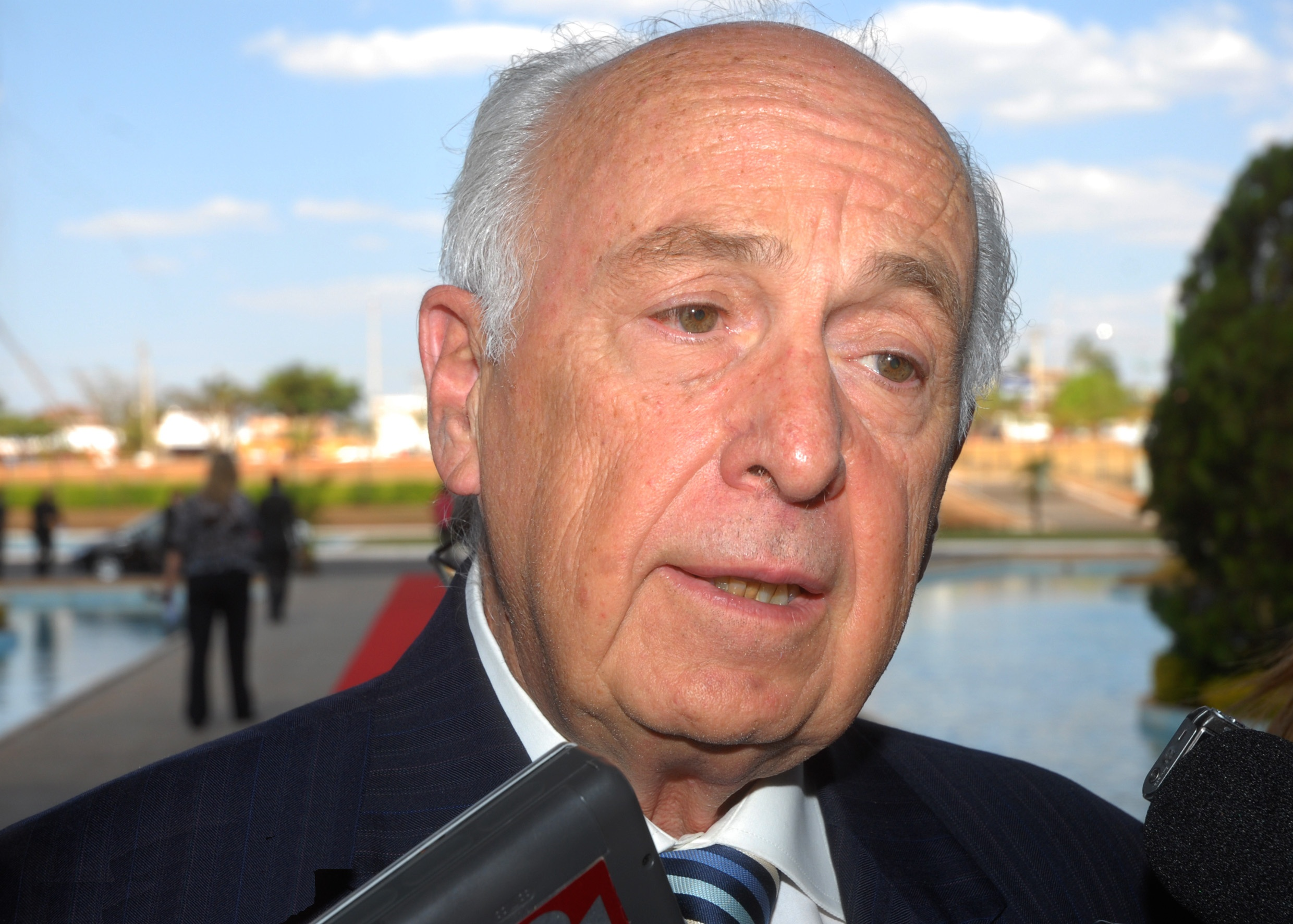
Ministro Luiz Carlos Bresser-Pereira, Cavaleiro de Sua Majestade A Rainha

### Ministro Bresser-Pereira e família
Nas ciências econômicas, nota-se Luiz Carlos Bresser-Pereira, Knight of Your Majesty the Queen, Grand Officier de la Légion d'Honneur, três vezes ministro, fundador do PSDB, professor da Sorbonne e primeiro decano da FGV, com suas dezenas de obras sobre economia, ciência política e ciências sociais, chegando a ser um dos 30 brasileiros mais citados em trabalhos acadêmicos, 2015. Em 2021, já possuía quase 40 mil citações no Google Scholar. Relevância que o fez autor de uma das principais tentativas em controlar a hiperinflação brasileira, o Plano Bresser. No qual sua proposta de reestruturação da dívida, enquanto ministro, tornou-se o internacionalmente aplicado Plano Brady. Época na qual concebeu o conceito da Inflação inercial. E, posteriormente, desenvolveu a teoria do Novo Desenvolvimentismo, para romper com as décadas de estagnação da economia brasileira.

Governador Barbosa Lima Sobrinho, "tio" de Bresser-Pereira

Bresser-Pereira iniciou sua experiência política na JEC, onde conheceu Fernão Bracher, vindo a escolhê-lo como presidente do Banco Central, anos depois. Considerado por Bresser "um aristocrata na educação e nos gostos", foram grandes amigos desde a juventude, sendo padrinho de seu filho Candido Bracher, presidente do Itaú Unibanco. Mas dentre suas maiores influências, estão seu pai, o deputado estadual pelo PTB Sylvio Gonçalves Pereira, e o governador de Pernambuco Barbosa Lima Sobrinho, esposo de sua tia, considerado como seu "tio por afinidade", além de autor do prefácio de seu primeiro livro.Igualmente notável foi sua atuação na iniciativa privada. Ele trabalhou na administração do Grupo Pão de Açúcar, por quase 20 anos. Ao iniciar sua carreira naquela empresa, contavam com apenas 300 funcionários e duas lojas; ao sair, em 1982, era maior cadeia de varejo do Brasil, com 45 mil funcionários. Assim, manteve-se no conselho consultivo do Grupo Pão de Açúcar até 2014. Atuação decisiva na construção da fortuna de Abilio Diniz, como o próprio reconhece:
"Na realidade, considero o Luiz Carlos a pessoa mais importante, junto comigo, na criação dessa empresa. [...] eu além de ser seu amigo, lhe sou grato por todo sucesso que ele teve aqui dentro, sucesso em prol da companhia. [...] eu acho que nós fazíamos uma boa dupla."
Membros de sua família atuaram também em instituições e empresas públicas. Seu irmão Sérgio Bresser-Pereira foi presidente da DERSA, além de diretor administrativo-financeiro da CPTM  e da TELEBRÁS, preparando esta última para a maior privatização ocorrida no Brasil, democratizando o acesso a serviços de telecomunicação. Seu ex-genro Hélcio Tokeshi, doutorado pela Universidade de Berkeley, foi Secretário de Acompanhamento Econômico do Ministério da Fazenda, e Secretário da Fazenda de São Paulo, no governo de Geraldo Alckmin, além de chairman em diversas instituições públicas e privadas. Enquanto o esposo de Maria Helena Bresser da Silveira, Robert Henry Srour, foi presidente da Empresa Metropolitana de Transportes Urbanos de São Paulo e da Companhia Paulista de Obras e Serviços, sendo autor de diversos livros sobre ética empresarial.
No segmento financeiro, Rodrigo Bresser-Pereira preside a Bresser Asset Management, gestora de patrimônio com mais de 750 milhões de reais em ativos e responsável por alguns dos fundos mais rentáveis do mercado brasileiro, nos últimos anos. Enquanto que na década de 1980, seu pai presidiu o Banespa, e seu tio, Sylvio Luiz Bresser-Pereira, foi fundador do Banco Fator, instituição financeira com histórico no financiamento de projetos de infraestrutura. Cujo presidente, Gabriel Galipolo, foi cotado para liderar a equipe econômica do 3º mandato de Luiz Inácio Lula da Silva.

### O Patrono da Sociologia Brasileira: Florestan, o afilhado de Hermínia

Florestan Fernandes, afilhado de Hermínia Bresser, em conferência no Museu de Belas Artes

Outra contribuição notável da família à intelectualidade nacional foi Florestan Fernandes, Patrono da Sociologia Brasileira. Florestan teve seu desenvolvimento intelectual "alimentado pela família Bresser", provendo-lhe seus estudos primários numa escola particular do Brás e, também, pelo "ambiente altamente intelectualizado" que via na casa de sua madrinha, Hermínia Bresser. Fundador do Partido dos Trabalhadores e professor titular na Universidade de São Paulo, o afilhado de Hermínia Bresser reconhecia a influência da madrinha em sua formação:
"Na casa de minha madrinha, uma senhora da família Bresser que falava francês, tocava piano [...] Lá aprendi a ler."
"O fato é que embora eu não estudasse organizadamente, pelo fato de ter nascido na casa de dona Hermínia Bresser de Lima aprendi o que era livro, a importância de estudar e com pouco mais de seis anos adquiri uma disciplina."
"Visitava frequentemente a minha madrinha. No dia do meu aniversário, ou então na época de Natal, quase sempre ela ia me visitar de automóvel – ela tinha um chofer com libré etc. – para levar um presente. Então, essa era a única alegria que eu tinha durante o ano."
“Aquilo que poucos da plebe conseguiam ter, a ideia do que era a outra vida, a vida dos ricos, dos poderosos – eu era capaz de perceber através de experiências concretas. Isso foi importante porque me levou a valorizar a instrução, a querer ler e estudar, a procurar uma ponte para não me conformar com aquela situação que eu ficava.”
Após sua mãe deixar o serviço da casa de sua madrinha, Hermínia seguiu em contato com ele, preocupada com suas condições. Por anos, Florestan viveu entre a "grande casa" da rua Bresser e os porões e cortiços, espalhados por diversos pontos da cidade. Situação que motivou a solicitação de sua tutela por Hermínia, buscando dar-lhe melhores condições, mas negado por sua mãe. Porquanto ele ganhou o nome do motorista alemão de sua madrinha, amigo de sua mãe, Florestan foi apelidado de "Vicente", evitando confusões nas conversas da casa. Da qual recebeu apoio até a maturidade, na busca inclusive de empregos: "
"nem com o apoio de Clara Augusta Bresser, irmã de minha madrinha, jamais logrei outra espécie de emprego. O mínimo que se pensava, sobre aquele tipo de gente, é que éramos ladrões ou imprestáveis!...".
"A minha madrinha pediu à Clara Augusta Bresser, a irmã dela, que através do Morse, que era um dos fregueses do bar, que ele me arranjasse um lugar nas organizações dele. Ele foi dono da Drogaria Morse e depois um dos principais acionistas da Drogasil."
Condição que viria a reverter-se anos depois, como professor titular da FFLCH-USP e conhecido como fundador da sociologia crítica no Brasil. Função na qual viria a orientar o futuro Presidente da República Fernando Henrique Cardoso em trabalhos acadêmicos, o qual veio a ser conhecido como "Príncipe dos Sociólogos". Por tamanho legado, Florestan empresta seu nome à Biblioteca da instituição.

### Nas políticas médicas e da saúde
Dentre as gerações mais recentes, nota-se a trajetória de Matheus Bresser, fundador de uma rede nacional de lideranças em saúde que, ainda antes de concluir sua graduação, atuou junto de altos decisores nas esferas pública e privada da saúde brasileira. Dentre essas instituições, esteve no Gabinete da Secretaria de Estado de Saúde de Minas Gerais, com formação numa Escola de Governo, em gestão em saúde, e junto a instrutores da Escola Superior de Guerra, em estratégia; participou também de programas formativos junto a alta gestão de um hospital, uma operadora e na maior corporação de oftalmologia da América Latina, vindo a ser o responsável pela maior empresa júnior de um curso médico no país, com mais de 700% de crescimento em receitas. Ana Bresser-Pereira Tokeshi, por sua vez, atua na área de saúde mental, com pesquisas premiadas, além de se engajar na representação dos médicos residentes, vindo a participar de debates em instâncias do Conselho Federal de Medicina.

## Na educação e biblioteconomia

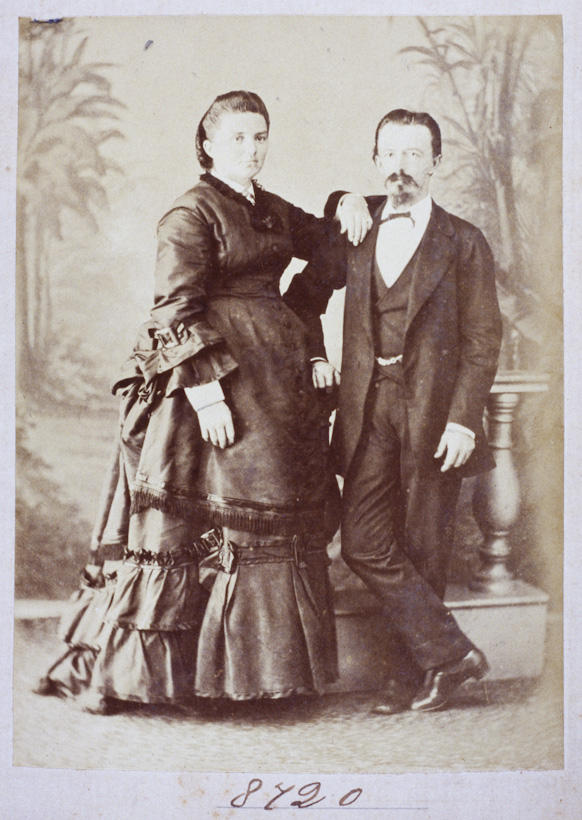
Prof. Alfredo Bresser e sua esposa, em registro do Museu Paulista.

O apreço pela educação manifesta-se entre os membros da família de forma vocacional e institucional, desde as primeiras gerações até os dias atuais. Como no caso de Anna Bresser, que destacou-se como professora, alfabetizando escravos, enquanto grande parte dos livres ainda não sabiam escrever. Vocação herdada de seu pai, o Barão Gustav Heinrich Alexander von Seehausen, professor de instituto militar cujos livros de aritmética eram largamente usados nas escolas da Prússia. Posteriormente, esse ofício foi exercido com maior evidência por Alfredo Bresser da Silveira (*1871-1916), autor nos primeiros periódicos brasileiros sobre educação e vice-presidente da Associação Beneficente do Professorado Público, tornando-se "figura de destaque no magistério paulista", homenageado na Escola Alfredo Bresser e numa rua em Santana. Sua liderança era notável, como relatado pela Revista de Ensino, em 1916, por ocasião de sua morte:
"A 10 de Abril último, [...] desapareceu dentre os vivos, após 25 annos de uma vida pública sem tortusiodades e em extremo afanosa, o emerito educador que foi Alfredo Bresser. Incontestavelmente um dos mais abalisados membros do professorado paulista [...] Competencia comprovadissima, dedicação apostólica e extremado amôr à carreira abraçada. eis os traços característicos [...] do distinctissimo professor. Em qualquer do cargos ou commissões que se viu á frente, foi elle sempre o mesmo [...] melhor que nós o diz, a una voce, todo o vasto círculo das suas relações sociaes [...] Tendo tomado parte activa de nossa útil Associação, occupava actualmente o cargo de seu vice-presidente. [...] tão distincto quão esforçado e meritoso educador."

### Na educação superior: aPlataforma Lattese o primeiro mestrado do Brasil
Além de ser o criador da Plataforma Lattes, Bresser-Pereira foi responsável por implementar o primeiro programa de mestrado do ensino superior brasileiro, enquanto docente da Fundação Getulio Vargas. Conforme os moldes do sistema de educação americano e pela necessidade das empresas brasileiras, num período de intenso desenvolvimento econômico, Bresser concebeu um programa de caráter profissional, aplicado, para formação de gestores, conhecido por CPG. Realização feita ainda na década de 1960. Anos depois, apenas em 1972, a PUC-RS desenvolveria um programa de caráter similar, segundo pesquisas.

### Escolas fundadas
Uma neta do Prof. Alfredo Bresser, Maria Helena Bresser da Silveira, fundou a Escola Móbile que figura entre as mais notáveis e elitizadas do país, contando com mais de 3 mil alunos. Educadora que enfatiza também o papel familiar na formação cultural de seus alunos, como assinalado em entrevista: "Valorize o conhecimento, concretamente, dentro de casa. Um lar sem livros e leitores provavelmente não é um lar que valoriza a cultura." Outro neto de Alfredo, Sylvio Luiz Bresser-Pereira, fundou e presidiu o conselho do Colégio Lourenço Castanho, até o final de sua vida. Assim, atuou por grande parte da sua vida na "fundação e desenvolvimento de uma das grandes escolas privadas de ensino fundamental e médio de São Paulo". Razão pela qual, no Instituto Cultural Lourenço Castanho, empresta seu nome ao Programa de Bolsas de Estudo "Sylvio Luiz Bresser Pereira", para a formação e aperfeiçoamento de educadores.

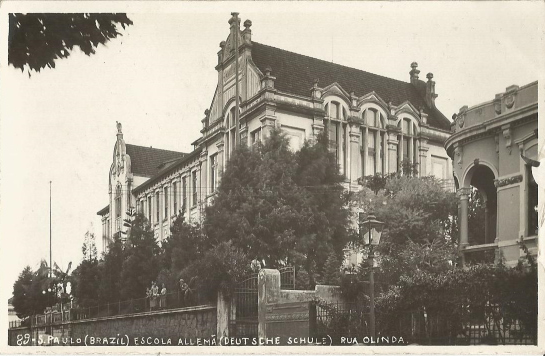
Antiga sede da Escola Allemã, depois convertida no Colégio Visconde de Porto Seguro.

Na antiga São Paulo, a educação das crianças foi uma questão igualmente preocupante para os primeiros Bresser, levando-os a fundar a Escola Allemã junto à família Schäfer. Essa escola foi a primeira organização escolar primária de iniciativa alemã na cidade de São Paulo, tendo os filhos de Carlos Abrão entre seus primeiros 27 alunos,  sendo considerada uma "realização pioneira de cunho didático e pedagógico". Cerca de 20 anos antes do surgimento da Deutsche Schule, atualmente chamada como Colégio Visconde de Porto Seguro, a instituição foi motivo de entusiasmo para Dom Pedro II, também de ascendência germânica, que a visitou em setembro de 1886.

Seus fundadores declaravam queriam para seus filhos uma “educação que os habilitasse a se expressar na língua de seus pais e que cultivasse a história e geografia da pátria brasileira”. Com rápido crescimento, logo foram abertos mais dois locais: um na Consolação e outro na Barra Funda.

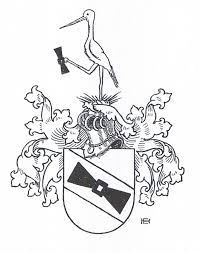
Brasão dos Müller de Augsburgo

Disposição também evidenciada pelas obras didáticas do Marechal Daniel Pedro Müller, versando sobre temas diversos, desde das doutrinas elementares da religião cristã, perpassando a aritmética, geografia, mitologia, história natural e gramática da língua portuguesa. Materiais voltados à formação de jovens, como enfatizado por Manoel Valente Barbas.

### Os Müller, sua educação e a segunda maior biblioteca de São Paulo
O Marechal Daniel Müller iniciou seus estudos em Engenharia quando tinha apenas 10 anos, porquanto "adquirira cultura e conhecimentos técnicos adiantados, percebe-se que a sua família possuía ideais firmes e resolutos, nesse sentido". Modelo de educação que mostrou-se característico nessa família de "sábios alemães", como observa-se no caso de seu pai, João Guilherme Christiano Müller, com extensos registros sobre sua formação nas Memórias da Academia Real das Sciencias de Lisboa, onde foi diretor, além de Censor Régio na Mesa do Desembargo do Paço, sendo o responsável por muitos dos livros trazidos pela Coroa Portuguesa ao Brasil, em 1808.

Personalidades cujo grande apreço à cultura os fizeram donos da segunda maior biblioteca da São Paulo oitocentista, com 755 livros, inventariados em 1818. Mas, cuja variedade linguística dificultava a inspeção das obras trazidas, sendo permitidas apenas pelo reconhecimento da atuação seu pai:
"Estes livros estavam escritos em vários idiomas, a saber: alemão, holandês, português, inglês, latim, espanhol, italiano e hebraico. Os assuntos, os mais variados: Belas Letras (17,5%); História (11,8%); Ciências e Artes (17,5%), Jurisprudência (2,6%), Teologia (23,7%), não identificados (27,3%)."
“Como a lista contem muitos livros excellentes, ou indifferentes, e são para o uso de seu dono, filho do mui douto e pio Censor Muller que taõ bem serviu o Estado em Portugal, entendo ser deferivel a Licença requerida”.

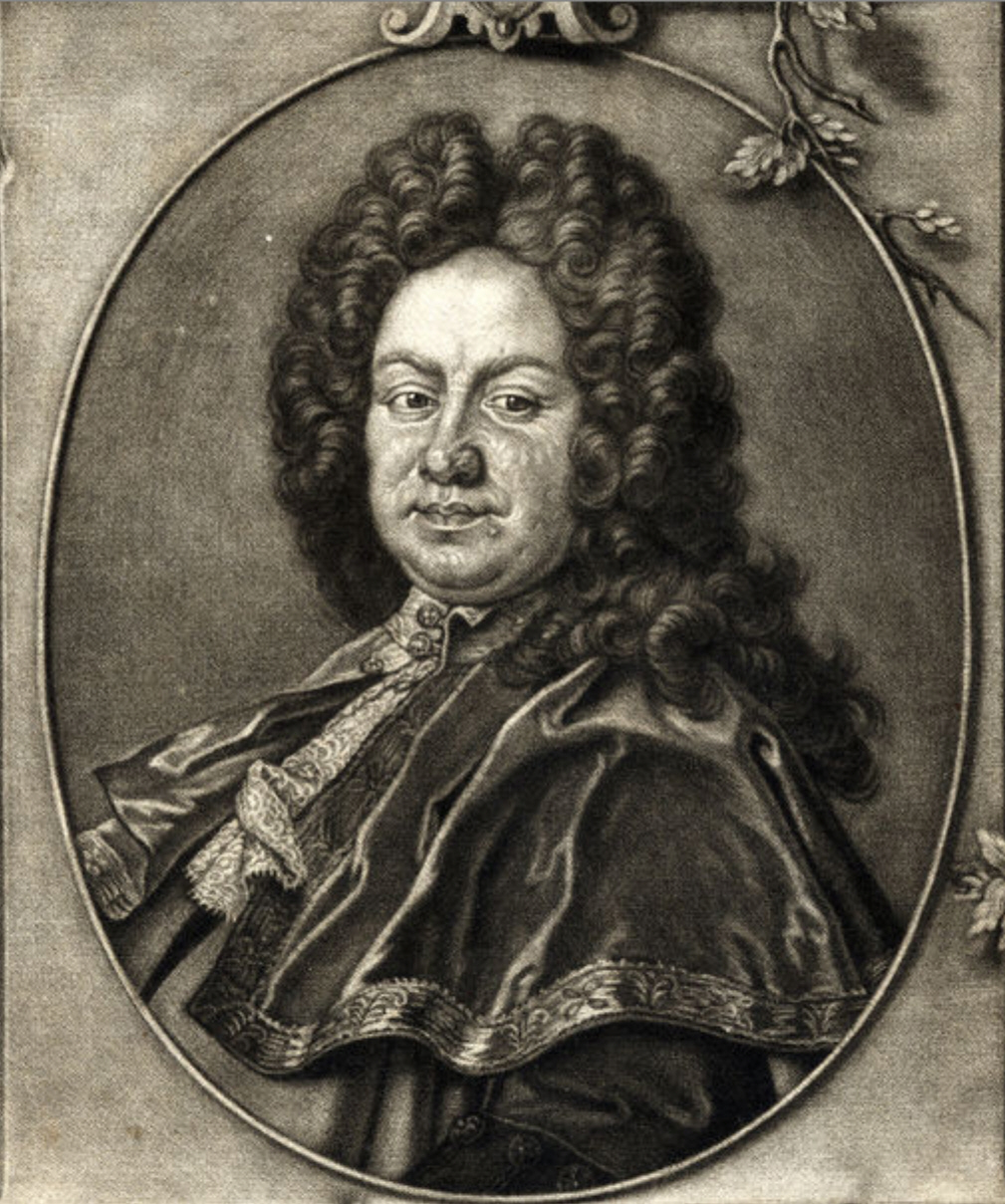
Johann David Köhler, pioneiro da biblioteconomia moderna e historiador da Universidade de Göttingen.

Considerado um "professor da Corte e bibliotecário da Rainha", João Müller assessorou o Príncipe Augusto Frederico, Duque de Sussex, na Inglaterra e Portugal, obtendo sua "estima e apreço". Além de múltiplos cargos junto à Coroa Portuguesa, alcançando grande reputação perante a Rainha Maria I de Portugal, como evidenciado em Decreto de maio de 1792:
"Querendo fazer uteis os conhecidos talentos e distincta Litteratura de João Guilherme Christiano Müller, que o fazem merecedor de toda a honra e consideração: Hei por bem fazer-lhe mercê de hum lugar ordinario, além do número e sem exemplo, de Deputado da Real Mesa [...] em quanto com o dito lugar não for Servida empregallo em outra Commissão."

### NaLibrary of Congressem Washington, DC
Similarmente, registra-se que na família Bresser via-se um ambiente "altamente intelectualizado", traço marcante da biografia de muitos de seus membros. Apreço à cultura que possivelmente levou alguns deles ao domínio da biblioteconomia, como Beatriz Bresser Haspo. Ela graduou-se pela Universidade de Viena, com cursos em restauro e conservação feitos em Cuba, Japão, Brasil e Estados Unidos, tornando-se responsável pelas políticas de conservação da Biblioteca do Congresso, em Washington, D.C. Carreira escolhida por Diva Bresser, biblioteconomista da Universidade Mackenzie e assessora do Currículo Ginasial, tornando-se patrona da Biblioteca de Direito. Ambas são descendentes de Johann David Köhler, historiador, numismático e heraldista da Universidade de Göttingen, considerado o pioneiro da biblioteconomia moderna.

## Na construção civil e urbanismo

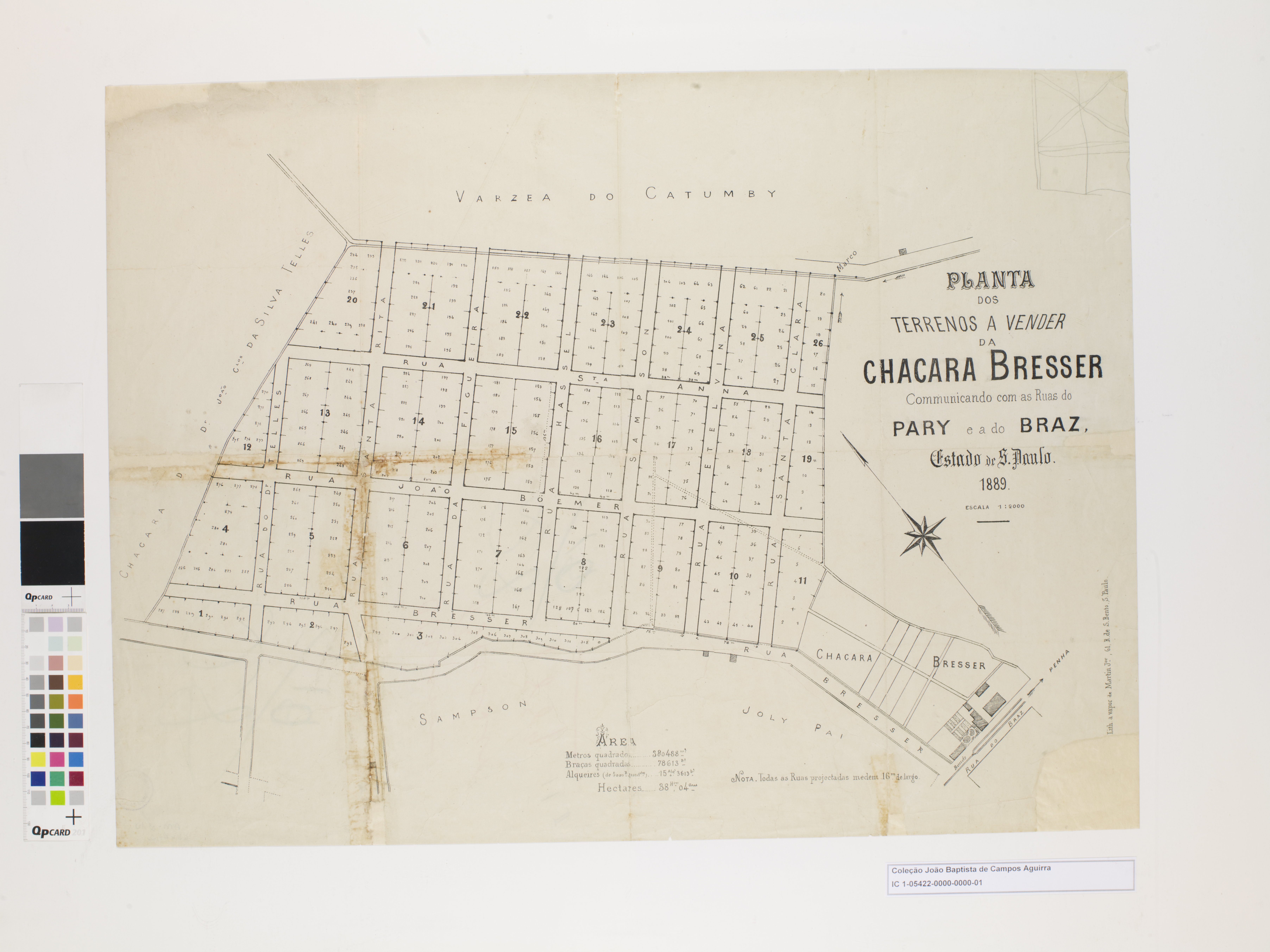
Planta dos Terrenos a Vender da Chácara Bresser, mantida no Museu do Ipiranga.

Na construção civil, Carlos Abrão Bresser é apontado como o pioneiro na técnica de alvenaria autoportante de tijolos, atualizando os métodos construtivos da antiga São Paulo, muito apoiada em taipa. Tanto por suas proezas técnicas quanto por seu estilo, sua carreira, a Chácara Bresser e o Hotel Palm foram abordados em teses e dissertações das principais universidades do país.
Além da introdução da alvenaria, o pioneirismo foi sua principal marca no desenvolvimento da cidade, como: autor da primeira planta de São Paulo; construtor do primeiro hotel paulistano; construtor do primeiro Matadouro Municipal; ao alinhar e canalizar os rios Tietê e Tamanduateí; construir as pontes do Carmo e de Santana; autor do traçado para a instalação de gás; o responsável pela captação de água potável dos afluentes da Cantareira; construtor da estrada entre São Paulo e Jundiaí; entre outros trabalhos.
Seu filho, Carlos Augusto Bresser, foi Diretor de Edificações e Calçamentos de São Paulo, além de pioneiro da indústria no Brasil.  Suas iniciativas quanto aos muitos prédios herdados de seu pai, dos quais muitos foram preservados até os dias de hoje, e o posterior loteamento da Chácara Bresser, em mais de 500 lotes foram determinantes para a urbanização da região central da maior cidade da América Latina. Local de grande especulação, disputado por comerciantes e os grandes templos de igrejas evangélicas, como o Templo de Salomão (IURD). Construção que se encontra ao lado da própria Rua Bresser.

### Água potável para São Paulo
Um dos grandes desafios para o desenvolvimento da cidade de São Paulo era a escassez de água potável, sobretudo na primeira metade do século XIX. Em 1852, dado o início da urbanização de São Paulo, Carlos Abrão Bresser foi incumbido de uma comissão e a proposição de um projeto para sanar a escassez de recursos hídricos.

Assinalava-se a existência de erros de bitola de canos, má distribuição de pontos de abastecimento e um volume insuficiente de água. Assim, também se propôs a canalização de fontes de água na região, em especial as águas da Cantareira, o que levou à criação da Companhia Cantareira de Águas e Esgotos. Projeto crucial para o desenvolvimento daquela que viria a ser a maior cidade do Hemisfério Sul, estruturante para a cidade até os dias de hoje:
"Foi, sem dúvida, um projeto ousado e visionário, tanto assim, que só foi concretizado na década de 70, depois de estar em pauta por todo esse período, em sucessivas tentativas de colocá-lo em prática. [...] Essas diretrizes referentes ao abastecimento da cidade se mantêm até os dias de hoje, sendo o complexo Cantareira um dos maiores do mundo, responsável por grande parte do consumo de água de São Paulo.

## Na comunicação, moda e artes

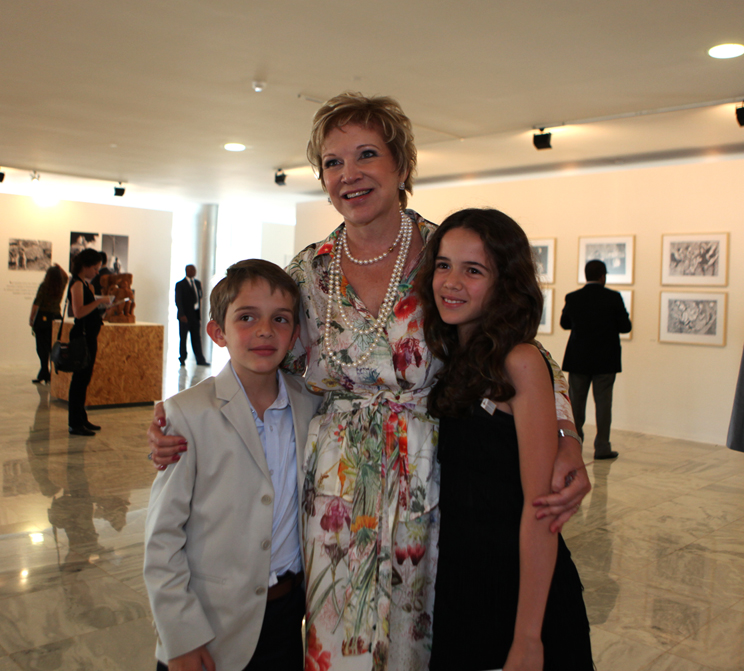
João e Alice Bresser, com a Ministra da Cultura Marta Suplicy, na entrega de Comenda a seu avô Carlos Lemos

### O pioneirismo no jornalismo
No jornalismo de moda, duas mulheres do ramo Bresser Monteiro destacam-se: Violeta Bresser Monteiro de Alcântara Carreira (1911-1952) e Deborah Bresser Monteiro Grunwald. Violeta foi uma das pioneiras na criação de colunas sociais, sendo reconhecida por seu estilo avant-garde, trabalhando junto ao ilustrador Gilberto Trompowsky. Influenciada por seu pai, o cônsul e jornalista Manoel Carlos de Alcântara Carreira, ativo membro da Associação Brasileira de Imprensa. Deborah, por sua vez, é pós-graduada em jornalismo pela Universidade de Navarra, e passou pelos principais veículos de comunicação brasileiros relacionados à área, como Glamurama, Estadão e IG, e é professora de jornalismo de moda no Istituto Europeo di Design. Ela estudou com Madame Rucki, do Estúdio Berçot, tornando-se uma referência no segmento.

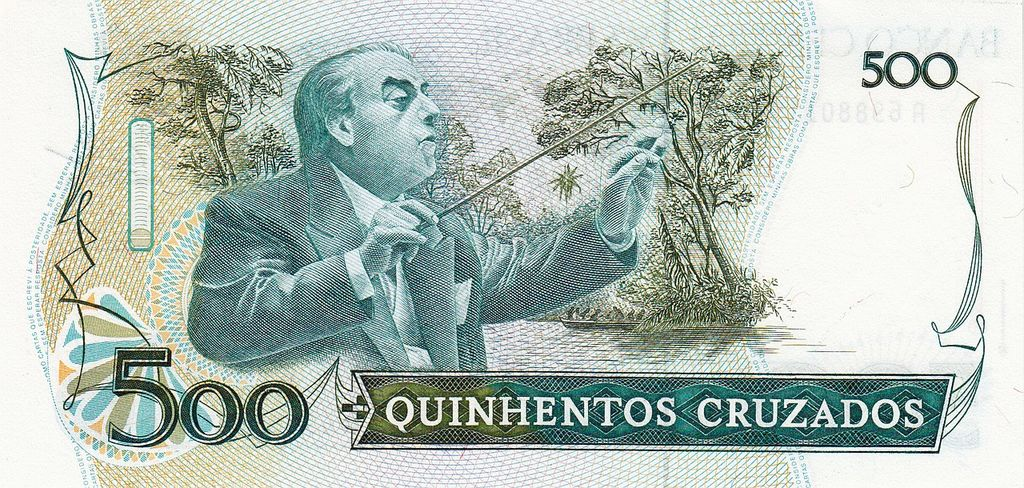
Heitor Villa-Lobos, como maestro, na nota de 500 cruzados.

### Sofia e Luisa Bresser Srour, em diferentes ramos das artes
Na televisão, Sofia Bresser Srour participou do programa MasterChef Júnior, em 2015, tornando-se uma influencer, com mais de 700 mil seguidores nas redes sociais. Estudou gestão de moda na Universidade das Artes de Londres, mas hoje foca sua atividade no programa de entrevistas Sofy, com mais de 800 mil seguidores no YouTube. Nas colunas sociais, ficou conhecida sua grande festa de debutante, com mais de 500 convidados, noticiada pela Veja SP e outras publicações.
Sua irmã, Luisa Bresser Srour, já inicia sua carreira nas artes cênicas, estrelando diveras peças teatrais e sua primeira novela no SBT, sendo uma das principais personagens em Poliana Moça, chegando a mais de 2 milhões de seguidores em diferentes redes sociais. Vocação partilhada por sua mãe, Jennifer Bresser, com atuação no teatro e artes plásticas, assinando peças e lembranças confecionadas em seu ateliê para diversas celebridades.

### Grandes maestros para a formação artística
A atividade artística era marcante também na formação dos filhos de Carlos Augusto Bresser. Pois, suas filhas Hermínia e Clara Augusta Bresser eram alunas do maestro João Gomes de Araújo, após ele retornar de Milão, de estudos financiados por D. Pedro II. Na casa da família do maestro, certa vez aconteceu um "finíssimo concerto" no qual "as exmas. senhoras revellaram muito talento e grande aproveitamento", a cantar a romanza "Si tu m'amais" e a aria "Pescatori di perle", respectivamente. Também, o maestro e pianista Heitor Villa-Lobos era amigo da família, dando-lhes aulas e entretendo com sua maestria quando passava por São Paulo, sendo chamado de "tio Villa-Lobos" pelos netos de Carlos Augusto. Empresário que seria trazido ao Brasil num piano de armário, comprado pela família no exterior, após morrer a bordo do navio Duca di Genova.
Tal gosto pelas teclas partilhado por Beatriz Bresser Haspo, graduada em música clássica, piano, pela Academia de Artes de Viena. E nota-se que, em apoio ao patrimônio cultural brasileiro, Alessandra e Rodrigo Bresser-Pereira figuram como patronos do Museu de Arte de São Paulo.

## Na medicina
O primeiro membro da família no Brasil a se engajar na atividade médica foi Ismael Bresser, formado na Faculdade Nacional de Medicina do Rio de Janeiro, atuando em clínica geral. Com vasta atividade filantrópica, "o médico dos pobres" atuava na própria Rua Bresser, alcançando a fama de "levantar mortos", após intervenção em um velório em Higienópolis. Na assistência, teve como principal colega o Dr. Rubião Meira, primeiro médico reitor da Universidade de São Paulo e que conseguiu a autorização para construção do Hospital das Clínicas da FMUSP. Hospital no qual seu neto, Adriano Bresser, foi o chefe do Departamento de Radiologia por mais de 30 anos, integrando também a Câmara Técnica do Cremesp.

### O General José Bresser e o Prof. Bresser Dores: na oftalmologia
Cândido Augusto Bresser Dores (*1929-1976), sobrinho-neto de Ismael e filho de Oscar Eugênio Bresser, foi livre-docente da FMUSP e pioneiro na especialidade de Estrabismo no Brasil. Ele fundou o Centro Brasileiro de Estrabismo, instituição filiada ao Conselho Brasileiro de Oftalmologia, sendo homenageado em rua próxima a sua faculdade. Enquanto que, seu pai, Cândido Dores (*1894-1951), foi bacteriologista da Repartição de Águas da Secretaria da Viação e Obras Públicas, chefe do Serviço do Laboratório Central da Santa Casa de São Paulo e fundador do Lactário da Liga das Senhora Católicas. Instituição na qual liderou a assistência a órfãos, mutilados e viúvas da Revolução de 1932. Dedicou-se também à atividade acadêmica, chegando a ser livre-docente. Faleceu em São Paulo, sendo também lembrado em rua da cidade.

Também na oftalmologia, o General José Bresser da Silveira, tio de Bresser Pereira, foi um dos pioneiros no Brasil na realização de transplantes de córnea, sendo chefe do departamento de oftalmologia no Hospital Militar de Área de São Paulo, onde também fundou o primeiro banco de olhos do país. A cirurgia mobilizou o estado na década de 1960, quando noticiava-se que "meio São Paulo pediu que Deus, pela mão dos homens, devolvesse a visão à menina", tornando-se documentário na TV Cultura, em 1961, e recebendo visitas de personalidades médicas nacionais e estrangeiras, como relata a historiografia do Hospital:
"O êxito desta cirurgia surpreendeu o Conde Hermenegildo Arruga Liró (1886-1972), catedrático da Universidade de Barcelona e premiado oftalmologista, que junto com o professor Hilton Rocha (1911-1993) - catedrático da Universidade Federal de Minas Gerais, do professor Henrique Mélega (1915-1971) presidente da Associação Paulista de Medicina e um colégio de cirurgiões, visitaram o Hospital Geral de São Paulo, em 05 de setembro de 1964, para conhecer sobre o trabalho realizado pela equipe do coronel José Bresser da Silveira."
Fundador da cadeira de número 13 da Academia Cristã de Letras, o General Bresser da Silveira foi agraciado com o título de Cidadão Emérito da Cidade de São Paulo, por decreto de 1963, e é lembrado em travessa do Jardim Paulista.

## Instituições filantrópicas e religiosas

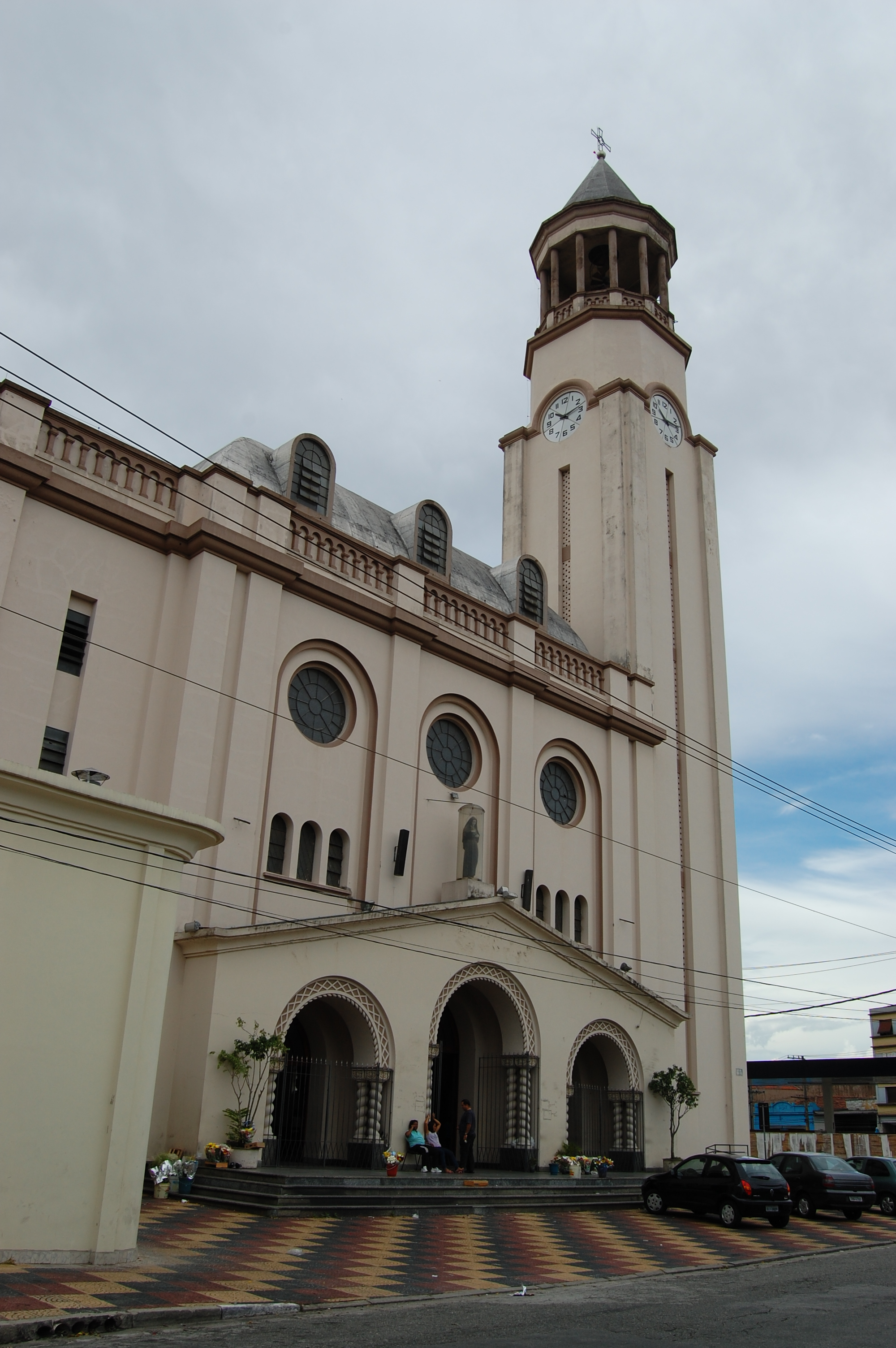
Igreja de Santa Rita de Cássia, iniciada por doação de Gustavo Bresser.

Das igrejas fundadas pela família, figura a primeira igreja erigida canonicamente na cidade de São Paulo, a Igreja de São João Batista, concebida por doações de Anna e Carlos Augusto Bresser. Em bairro vizinho, no Pari, Gustavo Bresser, filho do casal e homenageado em rua do Brás, foi o responsável pelo surgimento da Igreja de Santa Rita de Cássia, doando também o terreno para sua construção.

### A reconstrução da Capela de São Miguel e o patrimônio cultural

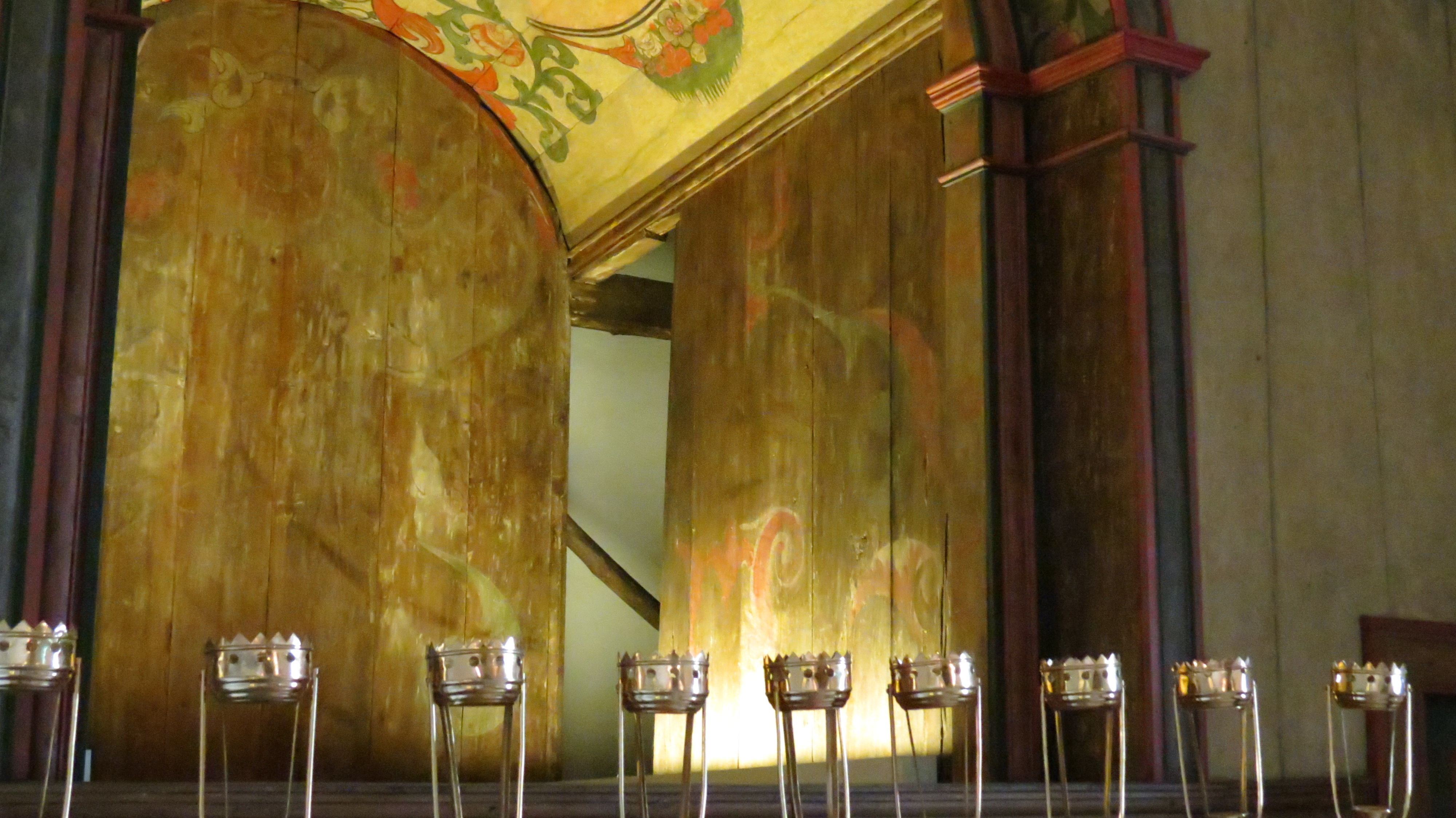
Capela de São Miguel Arcanjo

No intuito de restaurar a histórica Capela de São Miguel Paulista, fundada em 1560 e restaurada apenas em 1622, o jornal Correio Paulistano relata que em 30 de outubro de 1926 houve uma audiência por iniciativa do Dr. Ismael Bresser, com Afonso d'Escragnolle Taunay, diretor do Museu Paulistano, o arquiteto Ricardo Severo, e o presidente do Instituto Histórico e Geográfico de São Paulo, a fim de empreender obras na . Encontro sucedido por audiência com o Arcebispo de São Paulo D. Duarte Leopoldo e Silva. 

Segundo pesquisadores, essa iniciativa foi muito celebrada "exaltando o patriotismo e o heroísmo daqueles que se dispuseram a participar". O que denotou uma perspectiva do patrimônio cultural brasileiro ainda incomum para aqueles tempos:
"É importante observamos este aspecto, pois também nos revela como se deu a construção de uma noção de patrimônio naquele período em que ainda se engatinhava em relação às políticas patrimoniais, que só seriam institucionalmente definidas uma década mais tarde, com o Estado Novo de Getúlio Vargas e a criação do IPHAN, como veremos mais adiante."
"O sr. dr. Ismael Bresser [...] consolidou o telhado e do templo [sic], substituindo inteiramente o velho encaibramento de madeira roliça, o ripamento de estipe de palmeiras e as telhas coloniaes estragadas por material todo novo, porem da mesma especie e typo, de modo a lhe não alterar o aspecto vetusto e primitivo: as paredes foram inteiramente revestidas e reforçadas com alvenaria de tijolo e externamente resguardadas da humidade por uma calçada constituida de lages de Itú; o edifício foi isolado das propriedades vizinhas aproveitando-se para esse fim, de uma faixa de terreno graciosamente offertada pelo antigo morador de São Miguel, o sr. Manoel Lopes; as obras de talhe executadas pela arte incipiente dos primitivos aldeados foram respeitadas religiosamente; o velho pulpito [...] conserva-se e conservar-se-á intacto e inalteravel; os forros internos do templo foram todos substituidos por madeiramento novo conservando porem, as suas linhas quebradas características."

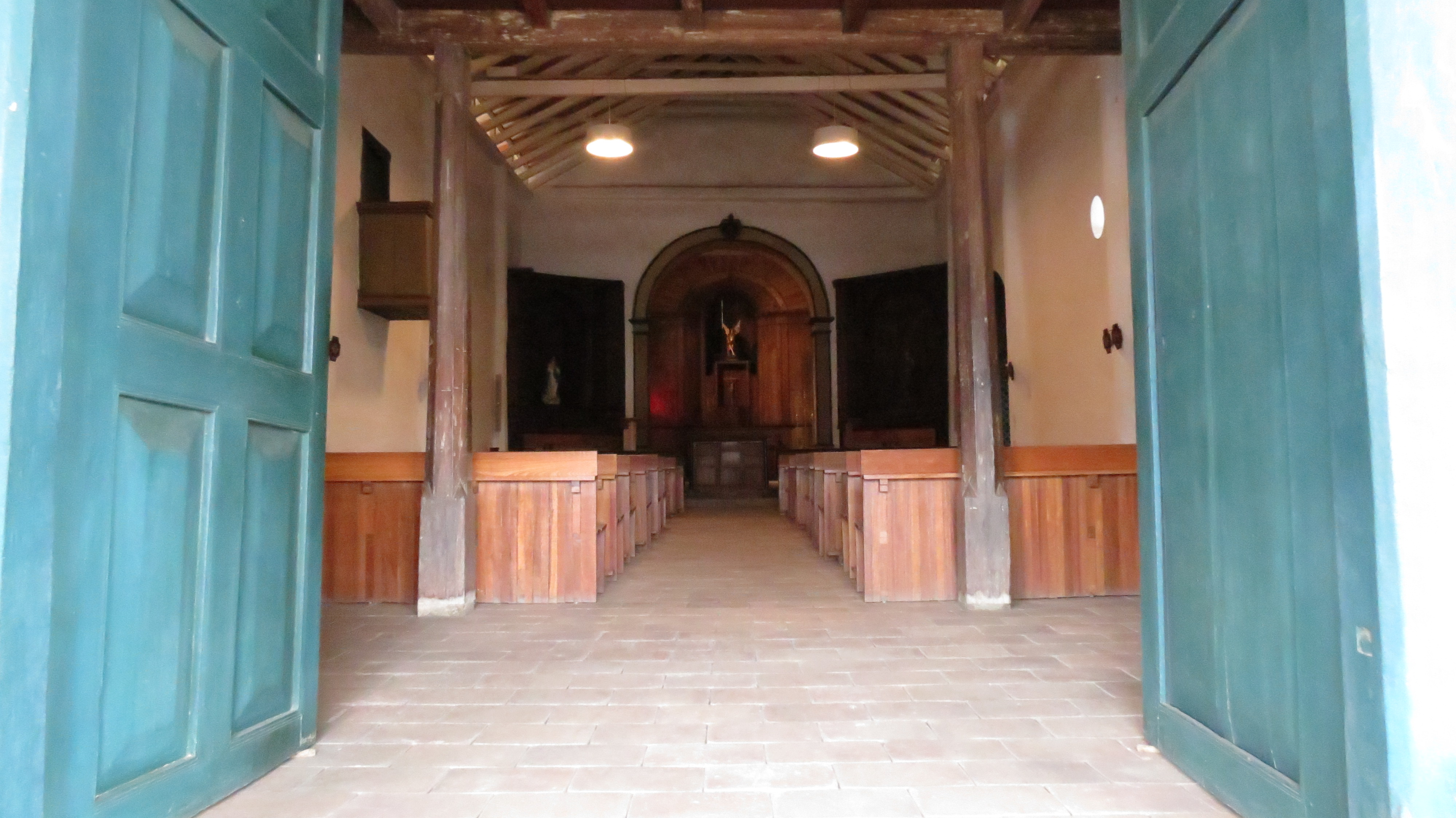
A Capela de São Miguel Arcanjo, nos dias atuais.

Iniciativa marcada pelo zelo à preservação da memória e estilo dos povos originários da região, como enfatiza texto de Taunay, no Correio Paulistano e o parecer sobre a obra. Algo ainda novo para aquela época:
[...] a comissão tem o summo prazer de assignalar o escrupulo, o criterio com que o sr. dr. Ismael Bresser está levando a termo a restauração do templo guayaná sem lhe alterar uma linha siquer da sua feição architectonica primitiva.
"Está salvo, consolidado para muitos annos, restaurado e sobretudo não desfigurado, o que é essencial. Achase integro [...]. Com notável critério e singular modestia procurou o dr. Bresser apoiar-se nos conselhos dos profissionaes e dos tradicionalistas ferventes e eruditos, á primeira linha dos quaes se acha J. Wasth Rodrigues, com seu senso profundo das nossas velhas cousas. [...] E assim se apruma novamente o igrejó do Archanjo. [...] é formidavelmente paulista! É formidavelmente brasileiro! Para nós que mais?"

### Atividades de impacto social
Entres as iniciativas sociais católicas, o General José Bresser da Silveira viria a liderar A Soberana Ordem dos Cavaleiros de São Paulo Apóstolo, na condição de Grão-Mestre, apoiando diversas iniciativas de caráter social em meados do século XX. Enquanto que Aracy Bresser Dores, neta de Carlos Augusto e filha de Oscar Eugênio Bresser, foi diretora e uma das fundadoras da Liga das Senhoras Católicas de São Paulo. Instituição que alcança hoje cerca de 10 mil crianças e cujo lactário, em apoio às mães e crianças carentes, foi fundado por seu marido Dr. Cândido Dores.

### Na maçonaria
Na maçonaria, Waldemar Bresser, outro filho de Oscar Eugênio Bresser e neto de Carlos Augusto, foi Venerável Mestre da Augusta e Respeitável Loja Simbólica Piratininga, fundada em 1850, com Carta Patente assinada pelo Grão Mestre Duque de Caxias, dando continuidade a sucessão iniciada pelo Barão de Ramalho, junto ao qual foi sepultado no mausoléu da Loja, no Cemitério da Consolação. Enquanto que seu avô Carlos Augusto Bresser foi tesoureiro e membro da Augusta Loja Amizade.

## Nas gerações recentes
Nas gerações mais recentes, alguns membros têm se destacado em diferentes segmentos.
- Clara Bresser Epperlein: mestre pela Goldsmisths' College e doutoranda pela Academia de Belas-Artes de Viena, é responsável por iniciativas da Unesco, como a Arab Women in Science Platform e em cooperações com a Liga Árabe. Teve passagens também pelo Governo do estado de São Paulo e pela FAO. Sobre a importância do Arab Women in Science, destacou a importância do protagonismo feminino:"Estas mulheres notáveis servem de modelos para a próxima geração de mulheres cientistas, abrindo caminho para uma comunidade científica mais inclusiva e diversificada e contribuindo para o desenvolvimento da ciência como um bem público. Nós as parabenizamos por suas conquistas e esperamos ver suas contribuições contínuas para o campo da ciência!"[114]
- Luisa Bresser Srour: atriz, cantora e bailarina com milhões de seguidores em diferentes plataformas, estrelou diversas peças teatrais, sendo umas das personagens de Poliana Moça, no SBT. Entrevistada por sua irmã Sofia, no programa de entrevistas Sofy, explicava o papel familiar em sua carreira:"A nossa família nunca foi [fechada] assim. Sempre foi muito aberto. 'O que você for fazer, você vai trabalhar e você vai ser a melhor. Você vai aproveitar o processo, mas você vai ser a melhor. E, você pode escolher qualquer coisa que seja, mas você vai trabalhar. Você não vai virar uma folgada e não fazer nada."[115]
- Marcos Bresser Epperlein: arquiteto brasileiro com diversos prêmios nacionais e internacionais.
- Matheus Bresser: atuante nas pesquisas de transformação digital em saúde, é membro de comitê na OPAS e escreveu o primeiro capítulo em língua portuguesa sobre determinantes digitais de saúde. Mantém uma rede nacional de lideranças acadêmicas em saúde, com passagem em diversas corporações de saúde, em programa de saúde digital do Governo do Estado de São Paulo, e no Governo do Estado de Minas Gerais, durante a pandemia. Participante de vários podcasts setoriais sobre saúde, em conversa promovida por um grande grupo educacional, destacou desafios contemporâneos para a nova geração:"Só que, realmente, o que sempre me chama a atenção é a falta de uma agenda executiva, de articulação, da formação de consensos para solucionar [...] os problemas que já temos dialogado há muito tempo. [...] A gente vê, eles tiveram um grande legado de construir o SUS, de fazer a Constituição Cidadã, coisas que pareciam impossíveis a uma certa altura. Porém, agora a gente vê uma nova etapa, de sustentabilidade principalmente, de equidade, com essas transformações todas."[116]
- Maria Bresser Tokeshi: formada pela Universidade de Cambridge, foi uma das fundadoras da Arredondar, plataforma de microdoações que captou milhões de reais para atividades filantrópicas através de empresas de varejo, como o Pão de Açúcar. Em 2005, aos 17 anos, autorou o seguinte trecho na Folha de S.Paulo:"Nós, jovens que estaremos votando pela primeira ou segunda vez no ano que vem e jovens que ainda não têm direito a votar porém têm opinião formada, temos que dizer o que pensamos a respeito da situação política. Faz parte do nosso papel como cidadãos brasileiros. [...] Um dia nós estaremos no governo, nas empresas e nas ONGs que constituem este país, e não é no grande que começamos a fazer uma diferença, e sim nos detalhes do cotidiano brasileiro do qual já fazemos parte." [117]
- Sofia Bresser Srour: estudou na Universidade das Artes de Londres, tem sua atuação voltada para a moda e gastronomia. É a responsável pelo canal de entrevistas Sofy, com mais de 800 mil seguidores, tendo já participado do MasterChef Júnior (Brasil).

## Na Europa
O ramo europeu da família, atualmente, exerce grande influência nas artes e cultura germânicas, principalmente na música e televisão. Na Alemanha, nota-se a produtora e cineasta Susanne Bresser, mais conhecida como Susanne Porsche. Enquanto ainda estudava medicina, começou a atuar como apresentadora na emissora ZDF, tornando-se diretora e produtora dois anos depois. Ela foi casada por 20 anos ao magnata da indústria automotiva Wolfgang Porsche, sendo mãe de seus dois filhos. Hoje, ela vive com o cineasta Xaver Schwarzenberger.
Homenageada com a Ordem do Mérito da República Alemã e Ordem do Mérito da Baviera, é uma filantropa e business angel com investimentos notáveis no setor da saúde. Escritora de livros e fundadora do "Prêmio dos Professores Alemães", ganhou também o título de "professora", mediante condecoração da Áustria, pela ministra Elisabeth Gehrer, por seu "diversificado compromisso com a cultura e seu trabalho como produtora cinematográfica e televisiva".
Também na televisão alemã, Klaus Bresser tornou-se um "premiado jornalista político", publicando diversos livros. Editor-chefe da ZDF por muitos anos, Klaus recebeu a Ordem do Mérito da Renânia-Palatinado, além dos prêmios Theodor Wolff, Goldene Kamera, Herbert Quandt Medien-Preis e Medienpreis für Sprachkultur.
Na Holanda, destacam-se o escultor Jacques de Bresser e o violinista Jan Bresser. Jan foi condecorado com a Ordem de Orange-Nassau, tendo passado por instituições como o Conservatório de Amsterdã. Bem como seu irmão Reinier Bresser, violoncelista da Orquestra Real do Concertgebouw.

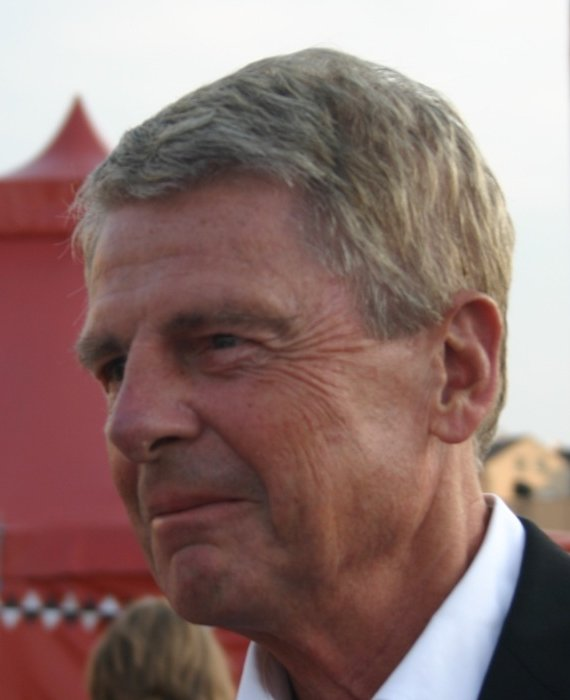
Klaus Bresser, jornalista e apresentador de televisão alemão
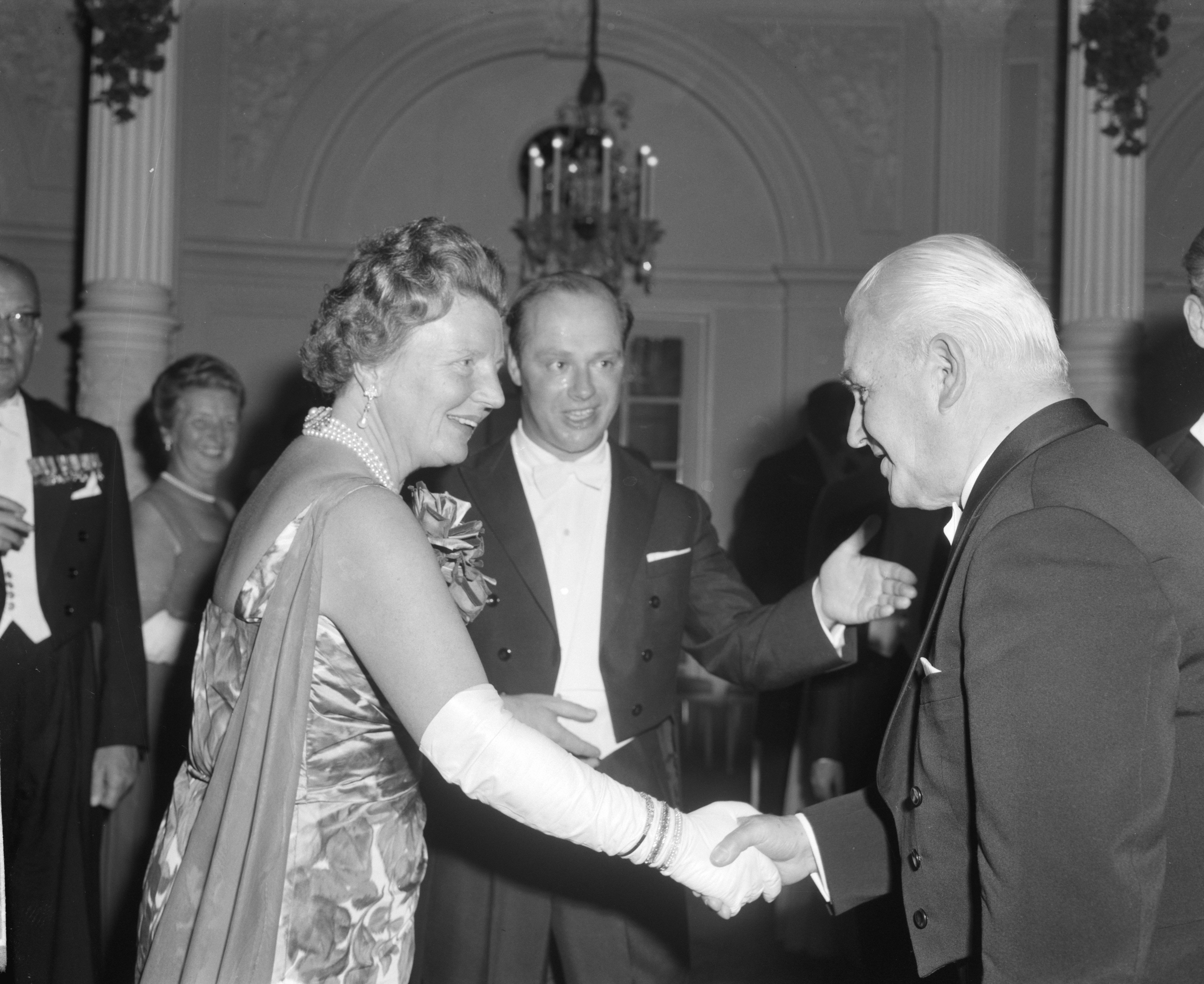
Jan Bresser, com a rainha Juliana dos Países Baixos
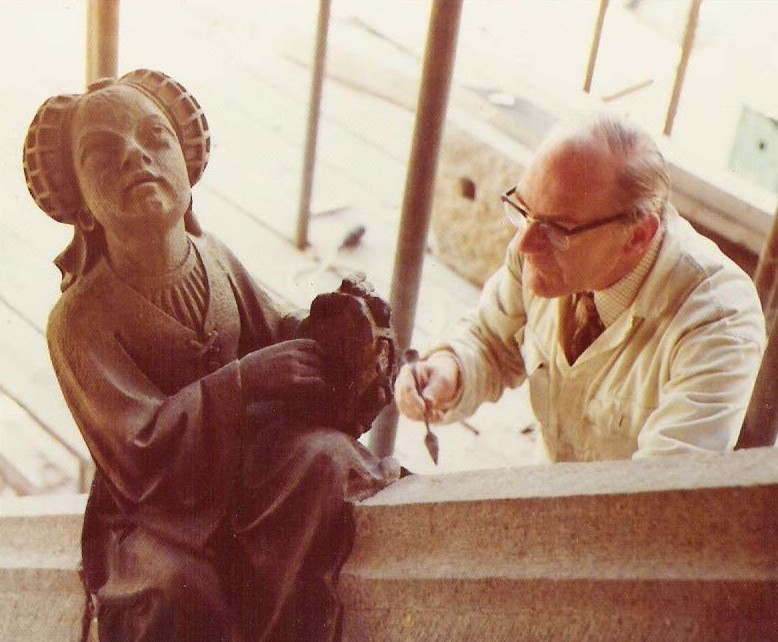
O escultor e restaurador Jacques de Bresser
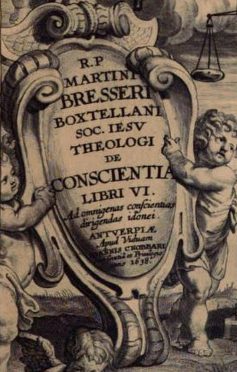
Adorno de livro de Martin de Bresser, do século XVII.
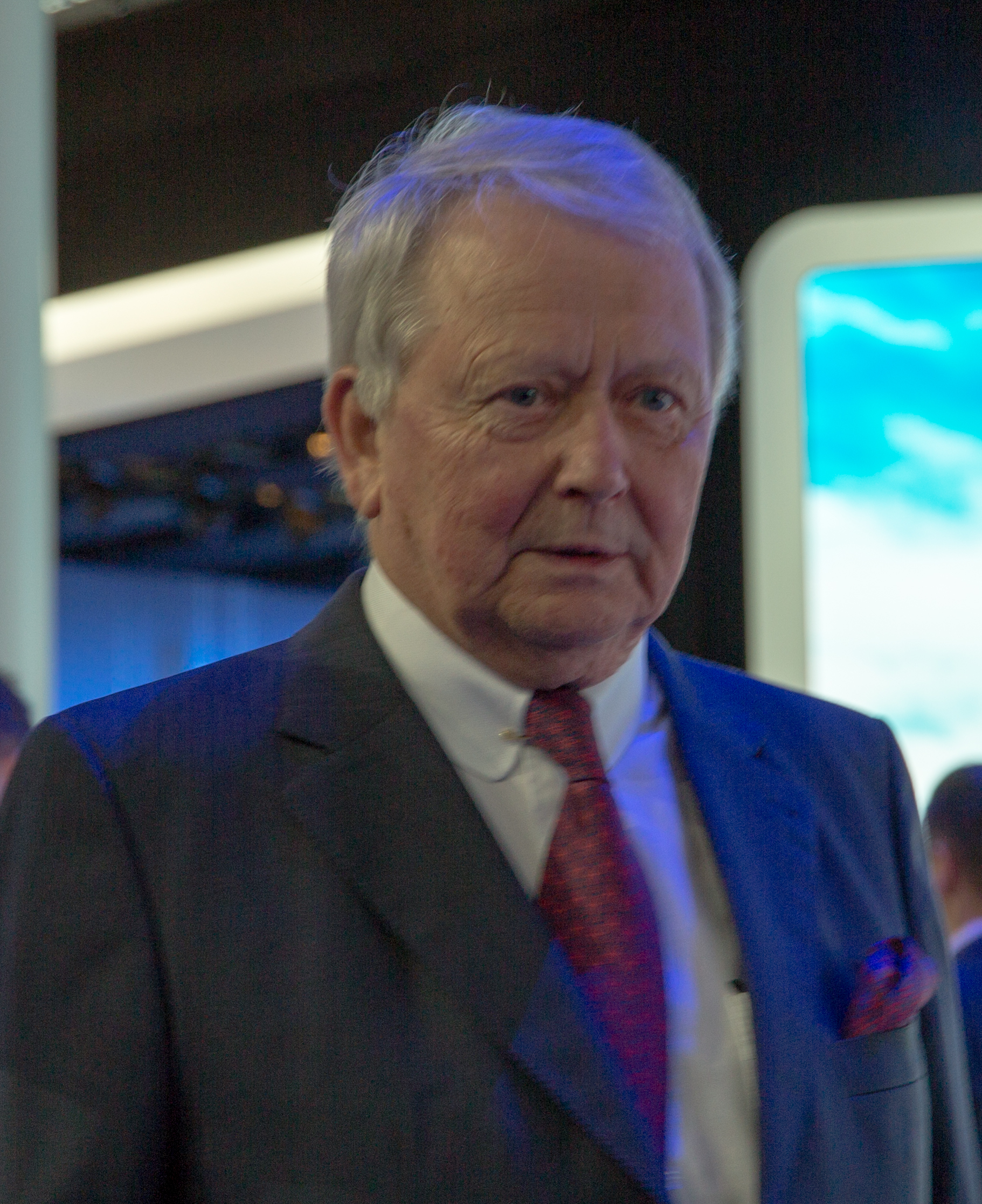
Wolfgang Porsche, ex-marido de Susanne e pai de seus filhos.

### Origem Remota
A origem dessa família remonta ao Ducado de Brabante, no sul da Holanda, nas proximidades da cidade de Krefeld, incorporada à Prússia. Sabe-se que a família de Carlos Abrão Bresser era protestante, tendo sido batizado numa igreja dessa religião, e posteriormente, tornou-se católico. Como enfatizava seu neto Gustavo Bresser.
Contudo, o sobrenome "Bresser" figura entre a lista de famílias judaicas vitimadas pelo Holocausto, no Museu Histórico Judaico de Amsterdã. O que levou a solicitação de sua retirada pela Sra. R. Bresser-Dukker, que não queria o nome de sua família vinculado na internet. Fato que associado ao grande número de judeus em Brabante e ao nome de alguns membros da família, leva à cogitação de uma origem judaica remota.

## Ramos Notáveis
Pelos casamentos de suas filhas, a família se ramificou. Dentre seus ramos, destacam-se:
- Bresser Correia: pelo casamento de Leonor Bresser, filha de Carlos Augusto Bresser, com Orestes dos Santos Rivadávia Correia, cônsul do Brasil no Uruguai. É homenageada em rua no centro de Guarulhos, nas proximidades da Rua Cônsul Orestes Correa.
- Bresser Monteiro de Barros: pelo casamento de Oscália Bresser, filha de Carlos Augusto Bresser, com Manuel José de Castro Monteiro de Barros, neto do 1º Barão de Leopoldina e comendador da Imperial Ordem da Rosa, Manuel José Monteiro de Castro.[123]
- Bresser Cardoso de Mello: pelo casamento de Gisela Bresser, bisneta de Carlos Augusto Bresser, com Geraldo Cardoso de Mello Neto, família quatrocentista com diversas personalidades da política e do judiciário, como Ministra da Fazenda Zélia Cardoso de Mello, José Joaquim Cardoso de Melo Neto, João Manuel Cardoso de Mello e Emiliano Cardoso de Mello, com membros lembrados em diversos logradouros paulistanos.
- Bresser de Albuquerque: pelo casamento de Vithoria Bresser, trineta de Carlos Augusto Bresser, com Antonio Dionísio de Albuquerque, da família Albuquerque de Alagoas, sendo primo de Antonio Ferreira de Albuquerque, decano da Assembléia Legislativa de Alagoas, sendo presidente por 8 mandatos, e de Nivaldo Albuquerque, deputado federal.
- Bresser Monteiro: pelo casamento de Carolina Augusta Bresser, filha de Carlos Abrão Bresser, com o português Antônio José Monteiro, um dos mais abastados comerciantes da São Paulo oitocentista. É homenageada na rua de seu palacete, a primeira residência com elevador de São Paulo, mantido por mais de 20 empregados.[4]
  - Bresser de Alcântara Carreira: pelo casamento de Cymodoceia Bresser Monteiro, neta de Carlos Abrão Bresser, com Manoel Carlos de Alcântara Carreira, cônsul do Brasil na França. Deriva do ramo Bresser Monteiro.
  - Bresser de Toledo: pelo casamento de Ana Cândida Bresser Monteiro, neta de Carlos Abrão Bresser,  casou com o advogado Luiz Oliva de Toledo, sobrinho do governador de São Paulo Pedro de Toledo e sobrinho-neto do Visconde de Ouro Preto. Deriva do ramo Bresser Monteiro.
- Bresser da Silveira: pelo casamento de Clara Albertina Bresser, filha de Carlos Abrão Bresser, com Manuel Francisco da Silveira. Seu filho Alfredo, pensador da educação, é homenageado em rua e escola de São Paulo. Linhagem marcada por seus empreendimentos educacionais como a Escola Lourenço Castanho e a Escola Móbile.
  - Bresser-Pereira: pelo casamento de Clara Albertina Bresser da Silveira, bisneta de Carlos Abrão Bresser, com Sylvio Luiz Gonçalves Pereira, deputado estadual constituinte de São Paulo.[124] Deriva do ramo Bresser da Silveira.
  - Bresser Haspo: pelo casamento de Maria Lúcia Bresser  da Silveira, trineta de Carlos Abrão Bresser, com José Milled Haspo Filho. Cuja filha, Beatriz Bresser Haspo, graduada pela Universidade de Viena, é responsável pelas políticas de conservação da Biblioteca do Congresso, em Washington, D.C.[83] Deriva do ramo Bresser da Silveira.
  - Bresser Srour: pelo casamento de Maria Helena Bresser da Silveira, trineta de Carlos Abrão Bresser, com Robert Henry Srour, ex-presidente da Empresa Metropolitana de Transportes Urbanos de São Paulo e da Companhia Paulista de Obras e Serviços.[47] Tem entre seus membros a artista Luisa Bresser. Deriva do ramo Bresser da Silveira.